# Seznam sopek v Africe
Toto je seznam sopek v Africe.

## Seznam

### Alžírsko

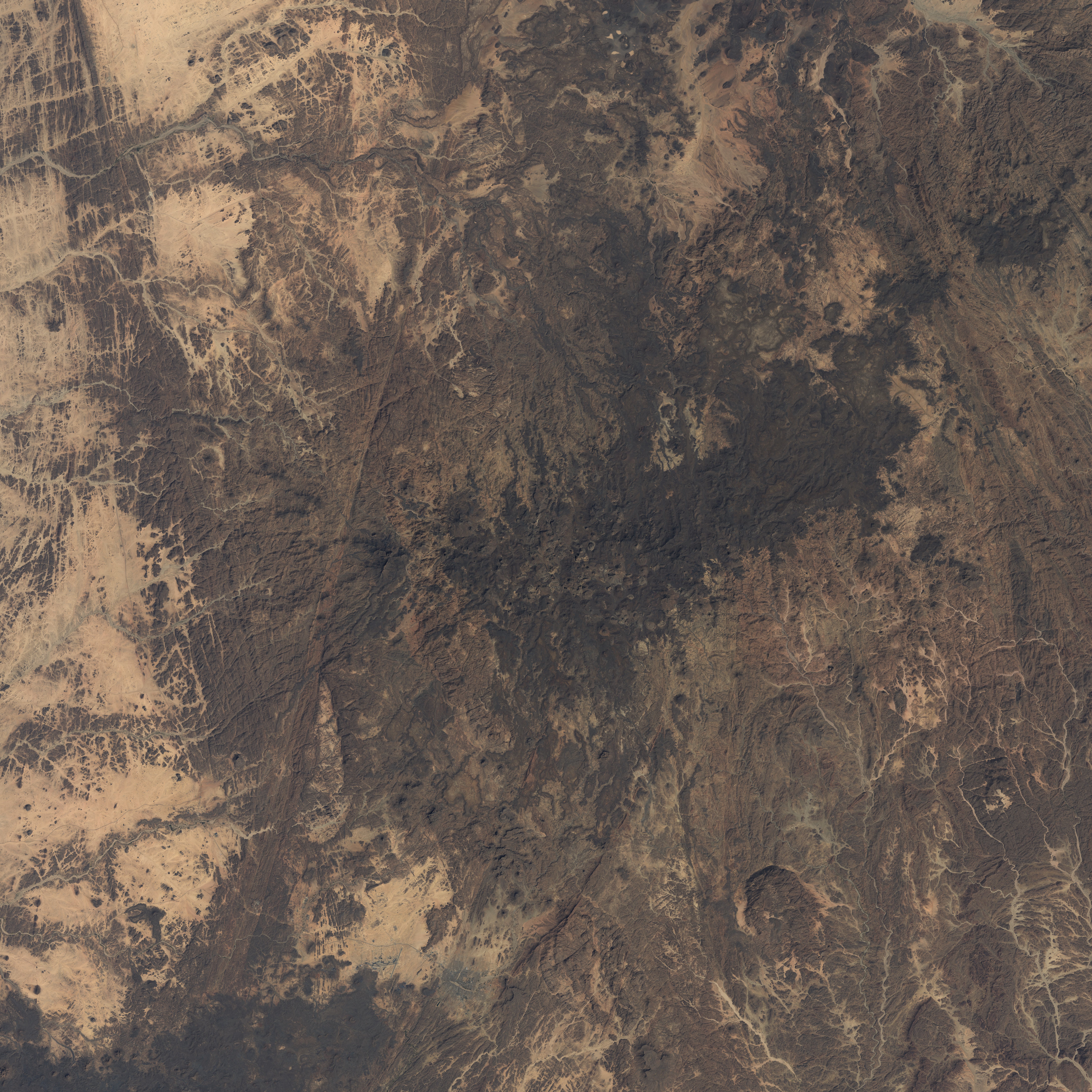
Atakor
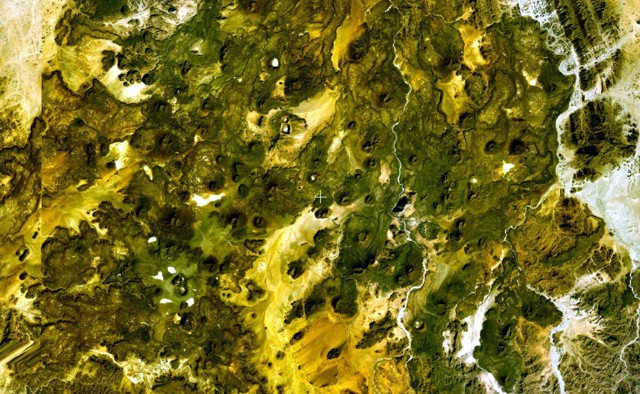
Manzaz

| Název           | Forma           | Výška (m) | Souřadnice                      | Poslední erupce       |
| --------------- | --------------- | --------- | ------------------------------- | --------------------- |
| Atakor          | Vulkanické pole | 2 918     | 23°19′48″ s. š., 5°49′48″ v. d. | 8000 př. n. l.        |
| In Ezzane       | Vulkanické pole | ?         | 23° s. š., 10°49′48″ v. d.      | ?                     |
| Manzaz          | Vulkanické pole | 1 672     | 23°55′12″ s. š., 5°49′48″ v. d. | Neolit                |
| Nemours-Nedroma | Vulkanické pole | 444       | 35°4′12″ s. š., 2° z. d.        | Před 2,1 milionem let |
| Tafna Beni Saf  | Vulkanické pole | 480       | 35°16′48″ s. š., 1°27′ z. d.    | Před 820 tisíci lety  |
| Tahalra         | Vulkanické pole | 1 467     | 22°40′12″ s. š., 5° v. d.       | Holocén               |

- Atakor
- Manzaz

### Čad
| Název          | Forma              | Výška (m) | Souřadnice                       | Poslední erupce |
| -------------- | ------------------ | --------- | -------------------------------- | --------------- |
| Abeki          | ???                | 2 450     | 21°6′ s. š., 17° v. d.           | ???             |
| Emi Koussi     | Štítová sopka      | 3 415     | 19°48′ s. š., 18°31′48″ v. d.    | Holocén         |
| Oyoye          | Vulkanický komplex | 2 230     | 20°29′24″ s. š., 17°19′12″ v. d. | ???             |
| Tarso Toh      | Vulkanické pole    | 2 000     | 21°19′48″ s. š., 16°19′48″ v. d. | Holocén         |
| Tarso Toussidé | Stratovulkán       | 3 265     | 21°1′48″ s. š., 16°27′ v. d.     | Holocén         |
| Tarso Voon     | Stratovulkán       | 3 100     | 20°55′12″ s. š., 17°16′48″ v. d. | Holocén         |
| Tieroko        | ???                | 2 910     | 20°24′ s. š., 17°30′36″ v. d.    | ???             |
| Tarso Yega     | Stratovulkán       | 2 972     | 20°21′36″ s. š., 17°14′24″ v. d. | ???             |

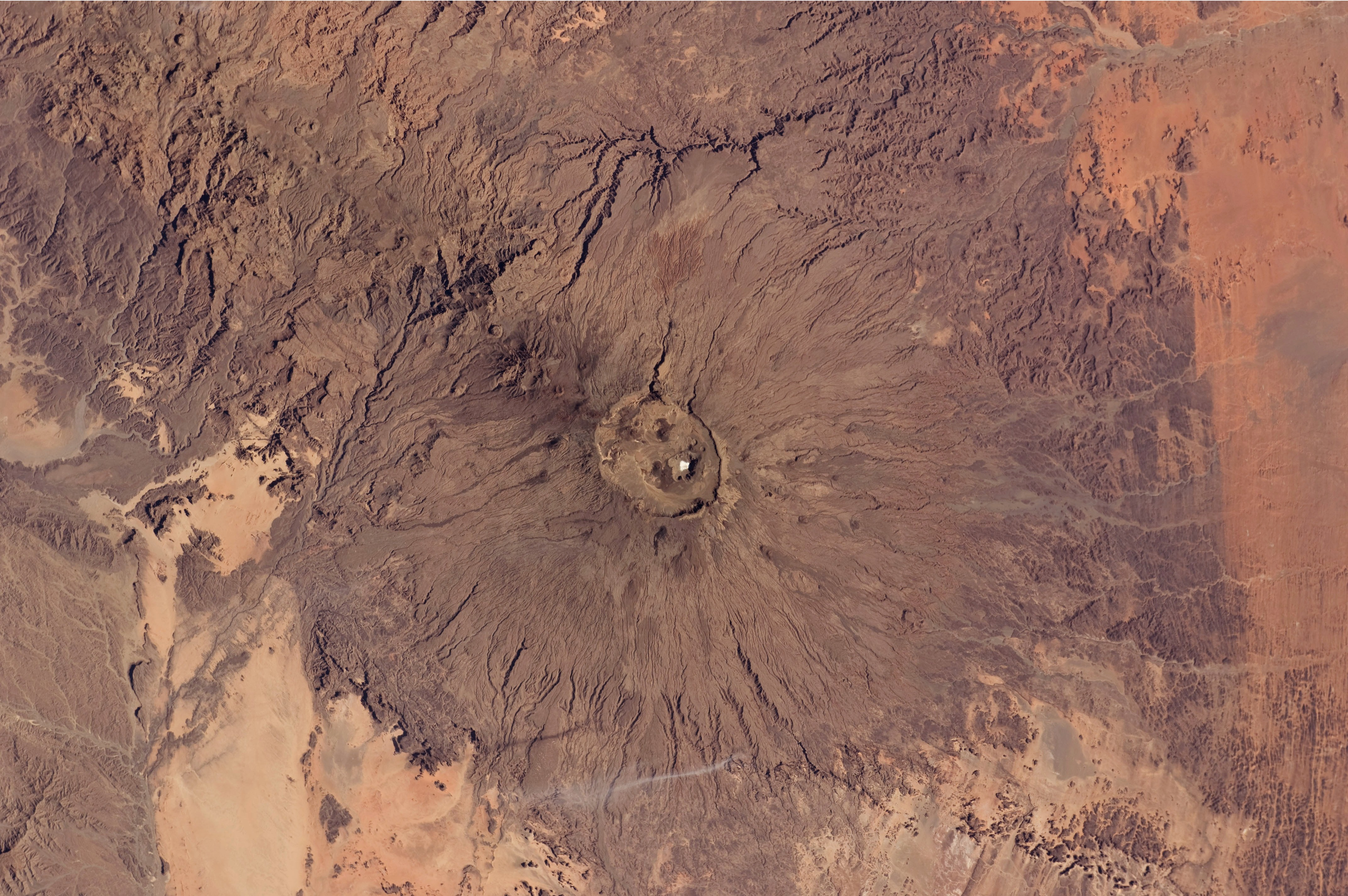
Emi Koussi
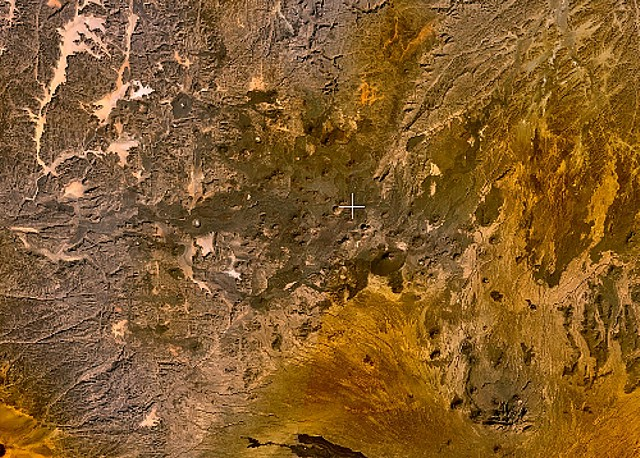
Tarso Toh
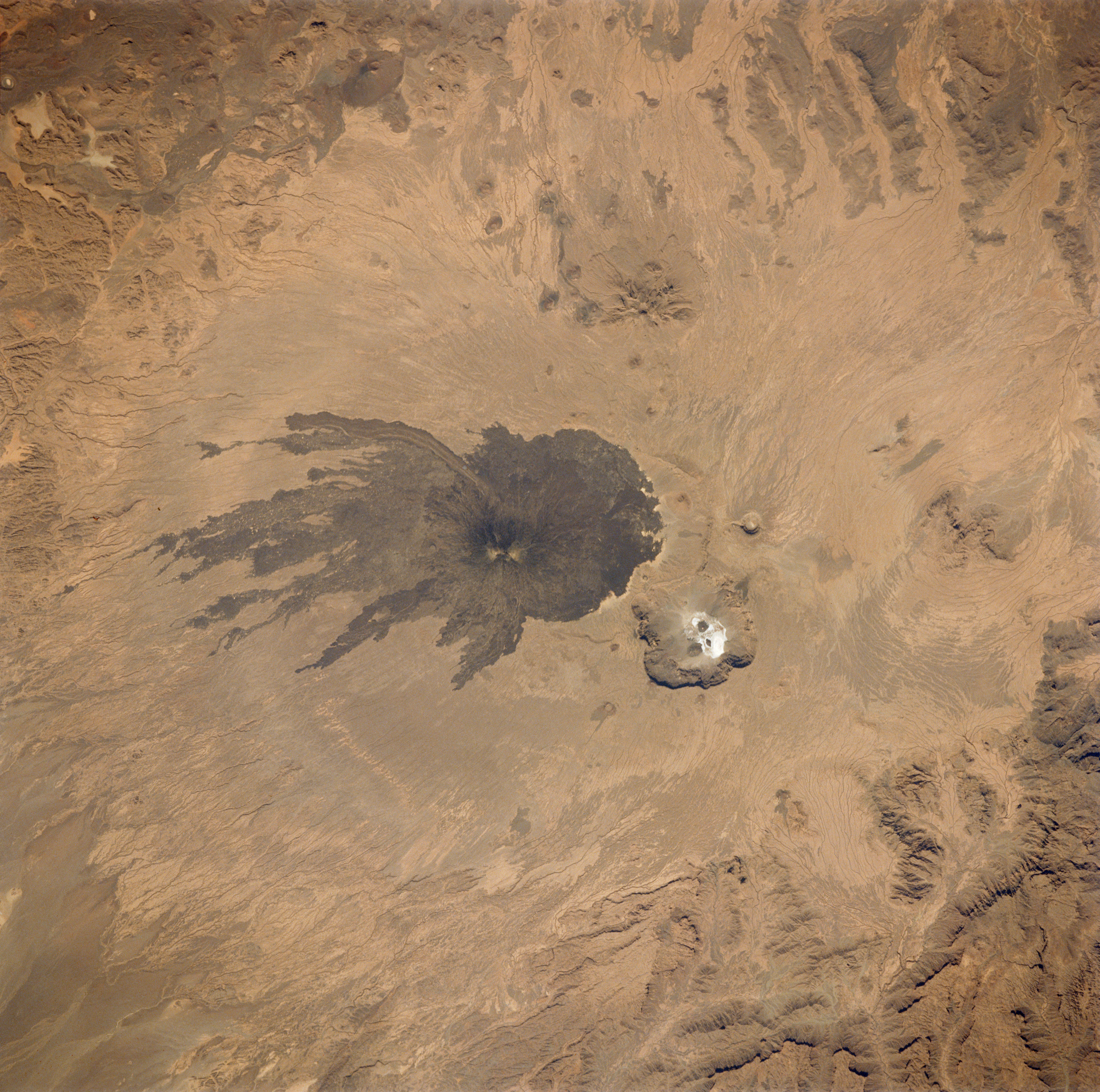
Tarso Toussidé
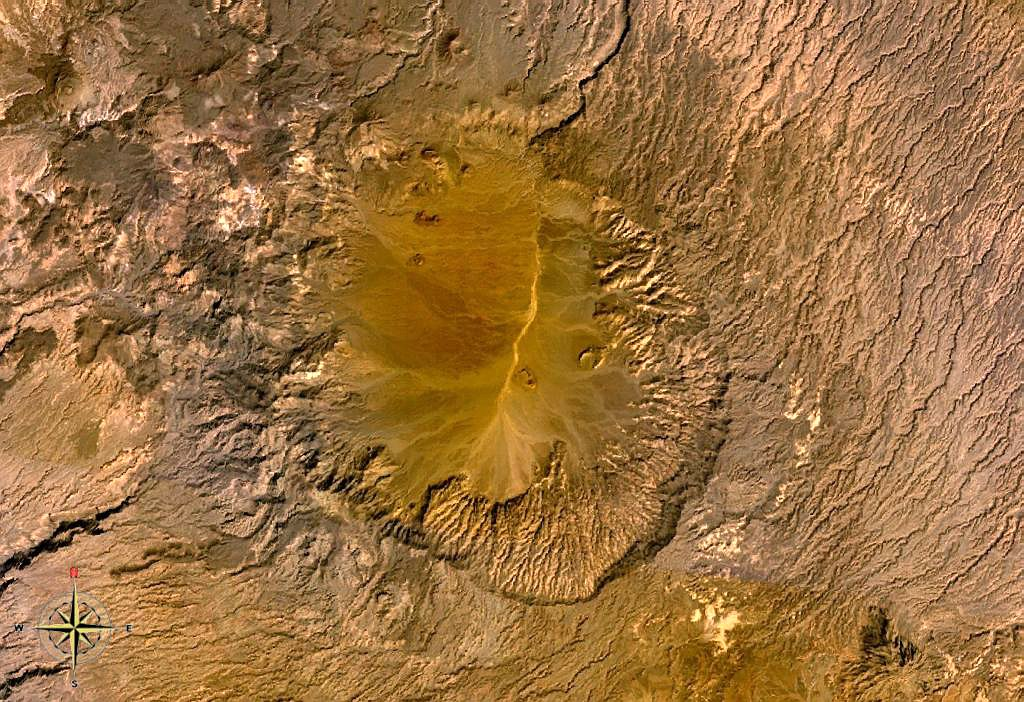
Tarso Voon
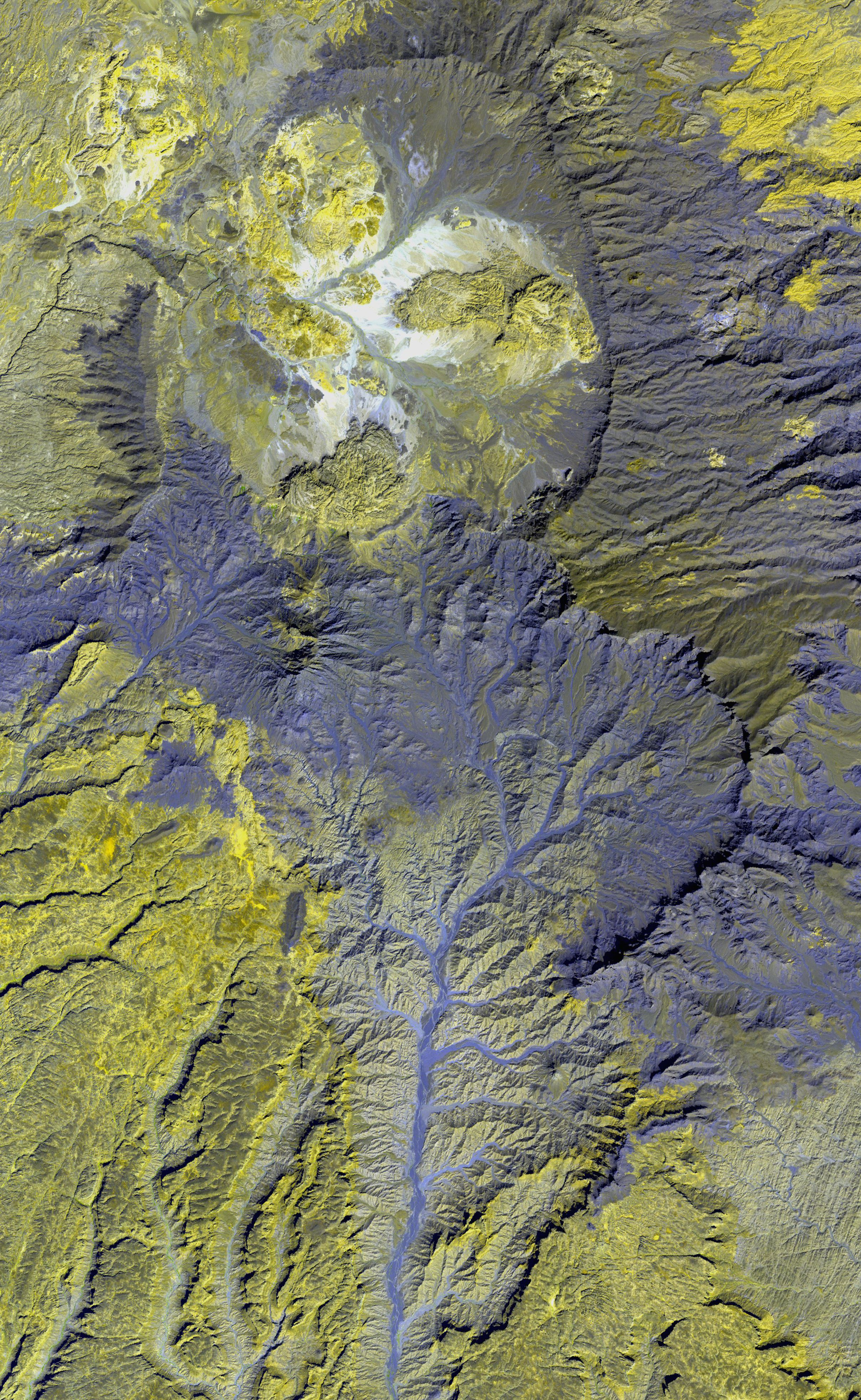
Tarso Yega

### Džibutsko

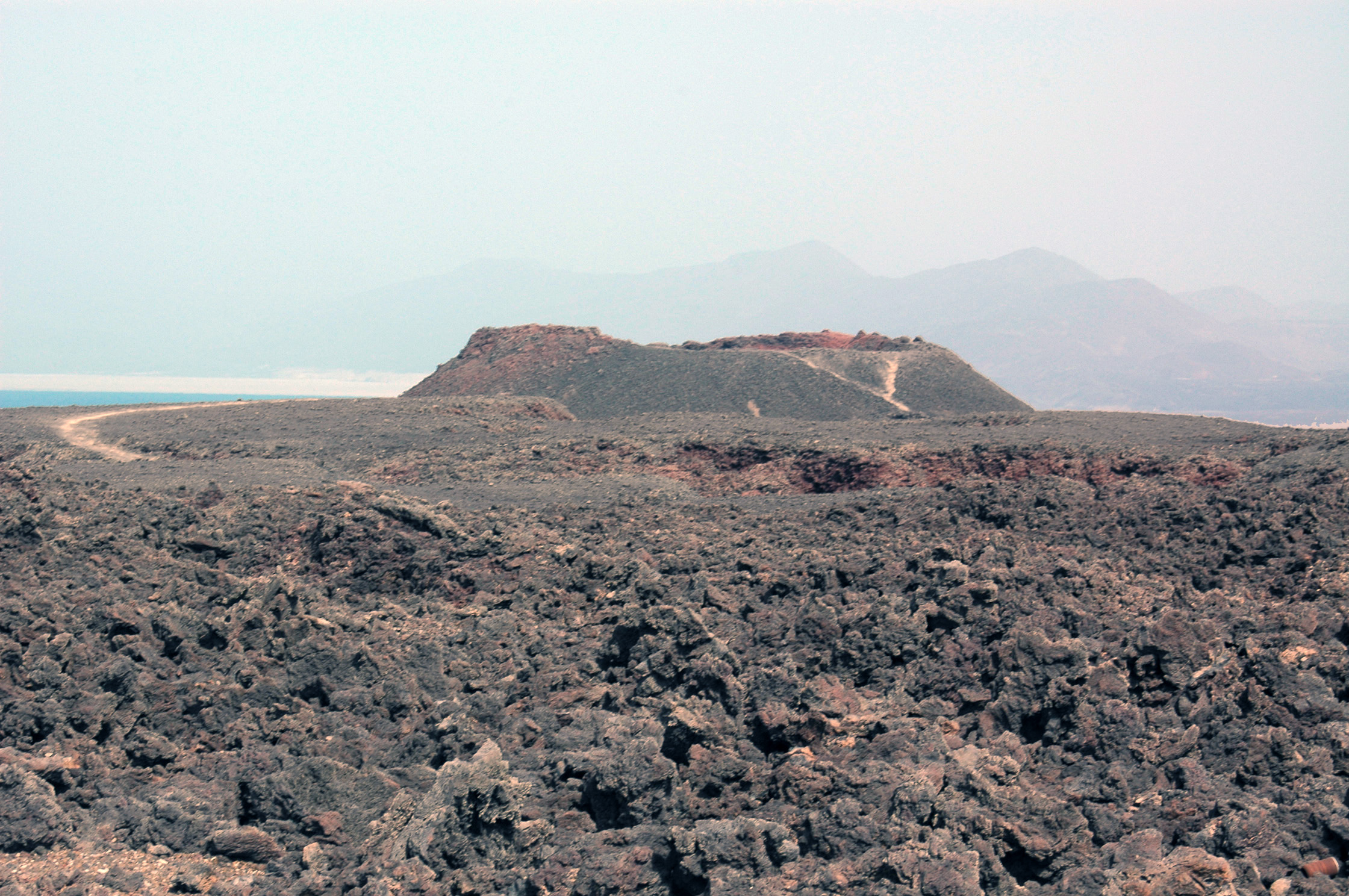
Ardoukôba

| Název     | Forma            | Výška (m) | Souřadnice                       | Poslední erupce |
| --------- | ---------------- | --------- | -------------------------------- | --------------- |
| Ardoukôba | Riftová zóna     | 298       | 11°34′48″ s. š., 42°28′12″ v. d. | 1978            |
| Boina     | Fumarolické pole | 300       | 11°15′ s. š., 41°49′48″ v. d.    | Pleistocén      |
| Garbes    | Fumarolické pole | 1 000     | 11°25′12″ s. š., 42°12′ v. d.    | Pleistocén      |
| Tiho      | Fumarolické pole | 500       | 11°31′48″ s. š., 42°3′ v. d.     | ???             |

- Ardoukôba

### Eritrea

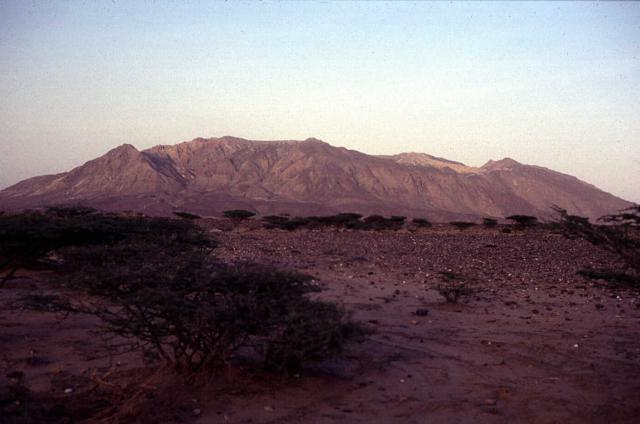
Alid
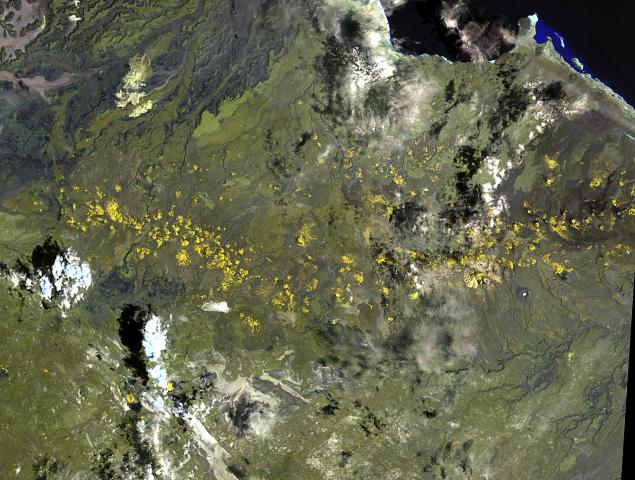
Asseb
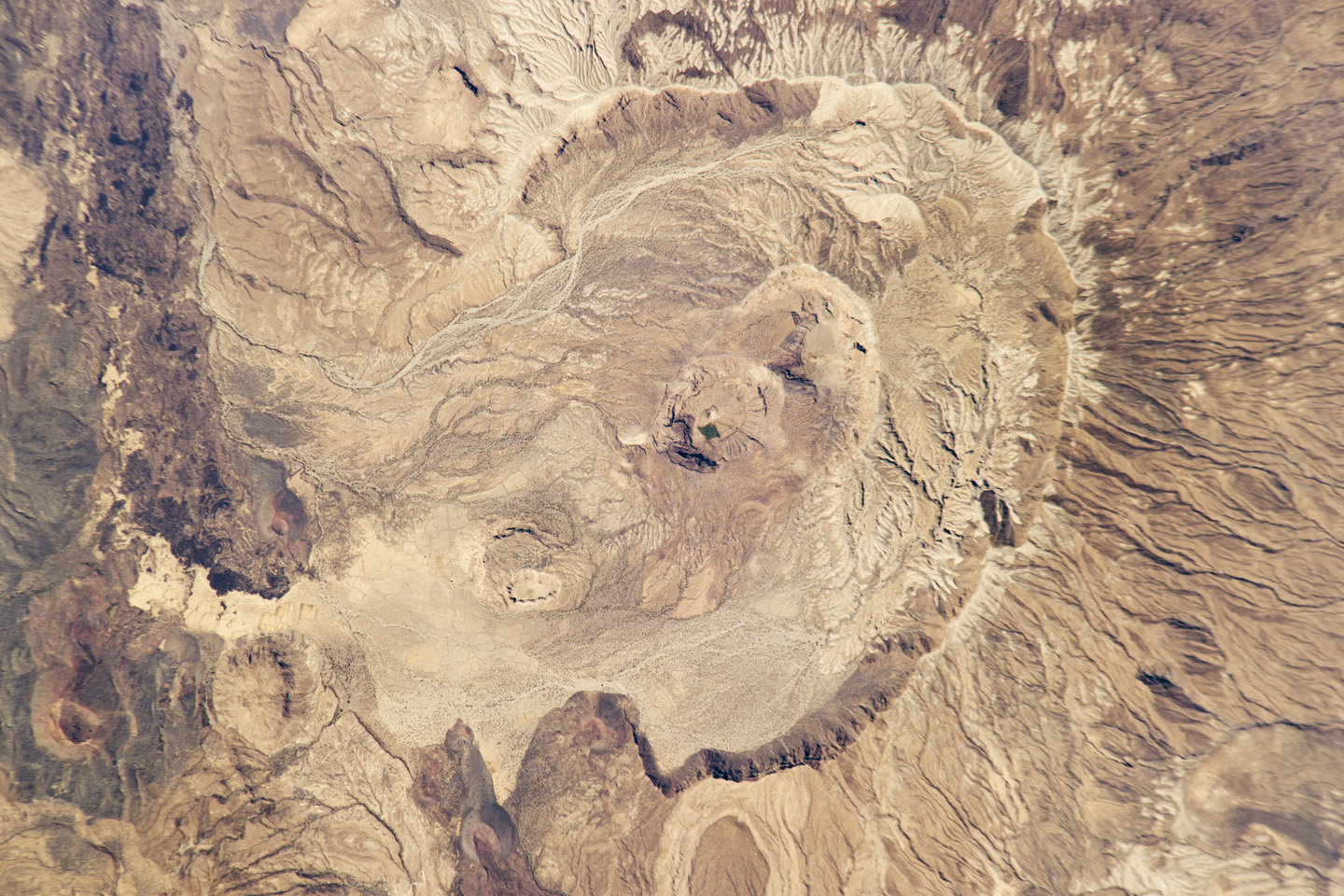
Nabro

| Název      | Forma           | Výška (m) | Souřadnice                       | Poslední erupce |
| ---------- | --------------- | --------- | -------------------------------- | --------------- |
| Alid       | Stratovulkán    | 910       | 18°52′48″ s. š., 39°55′12″ v. d. | Holocén         |
| Asseb      | Vulkanické pole | 910       | 12°51′ s. š., 42°25′48″ v. d.    | Holocén         |
| Dubbi      | Stratovulkán    | 987       | 13°34′48″ s. š., 41°48′36″ v. d. | 1861            |
| Gufa       | Vulkanické pole | 600       | 12°33′ s. š., 42°31′48″ v. d.    | Holocén         |
| Jalua      | Stratovulkán    | 713       | 15°2′24″ s. š., 39°49′12″ v. d.  | ???             |
| Moussa Ali | Stratovulkán    | 2 028     | 12°28′12″ s. š., 42°24′ v. d.    | Holocén         |
| Nabro      | Stratovulkán    | 2 218     | 13°22′12″ s. š., 41°42′ v. d.    | 2011            |

- Alid
- Asseb
- Nabro

### Etiopie
| Název           | Forma                | Výška (m) | Souřadnice                       | Poslední erupce |
| --------------- | -------------------- | --------- | -------------------------------- | --------------- |
| Adwa            | Stratovulkán         | 1 733     | 10°4′12″ s. š., 40°50′24″ v. d.  | 1928            |
| Afdera          | Stratovulkán         | 1 295     | 13°4′48″ s. š., 40°51′ v. d.     | Holocén         |
| Alajta          | Štítová sopka        | 1 501     | 12°52′48″ s. š., 41°34′12″ v. d. | 1915            |
| Amajtoli Tärara | Stratovulkán         | 1 031     | 13°31′12″ s. š., 40°37′48″ v. d. | Holocén         |
| Alu             | Riftová zóna         | 429       | 13°49′12″ s. š., 40°33′36″ v. d. | ???             |
| Aluto           | Stratovulkán         | 2 335     | 7°46′12″ s. š., 38°46′48″ v. d.  | 50 př. n. l.    |
| Asavjo          | Stratovulkán         | 1200      | 13°4′12″ s. š., 41°36′ v. d.     | Holocén         |
| Asdaga          | Stratovulkán         | 1 611     | 13°10′48″ s. š., 41°43′48″ v. d. | Holocén         |
| Asmara          | Pyroklastický kužel  | 500       | 11°16′12″ s. š., 41°31′12″ v. d. | Holocén         |
| Ayalu           | Stratovulkán         | 2 145     | 10°4′48″ s. š., 40°42′ v. d.     | 1928            |
| Beru            | Vulkanické pole      | 1 100     | 8°57′ s. š., 39°45′ v. d.        | Holocén         |
| Bilate          | Maary                | 1 700     | 7°4′12″ s. š., 38°6′ v. d.       | Holocén         |
| Bishoftu        | Vulkanické pole      | 1 850     | 8°46′48″ s. š., 38°58′48″ v. d.  | Holocén         |
| Bora-Bericcio   | Sypané kužele        | 2 285     | 8°16′12″ s. š., 39°1′48″ v. d.   | Holocén         |
| Borale Ale      | Stratovulkán         | 668       | 13°43′48″ s. š., 40°36′ v. d.    | Holocén         |
| Borawli         | Stratovulkán         | 812       | 13°18′ s. š., 40°58′48″ v. d.    | Holocén         |
| Boset-Bericha   | Stratovulkán         | 2 447     | 8°33′36″ s. š., 39°28′48″ v. d.  | Holocén         |
| Butadžiri-Silti | Vulkanické pole      | 2 281     | 8°3′ s. š., 38°21′ v. d.         | ???             |
| Čirača          | Stratovulkán         | 1 650     | 6°39′ s. š., 38°7′12″ v. d.      | Holocén         |
| Corbetti        | Kaldera              | 2 320     | 7°10′48″ s. š., 38°25′48″ v. d.  | ???             |
| Dabbahu         | Stratovulkán         | 1 442     | 12°36′ s. š., 40°28′48″ v. d.    | 2005            |
| Dabbajra        | Štítová sopka        | 1 302     | 12°22′48″ s. š., 40°4′12″ v. d.  | Holocén         |
| Dalaffilla      | Stratovulkán         | 613       | 13°47′24″ s. š., 40°4′12″ v. d.  | 2008            |
| Dallol (sopka)  | Hydrotermální pole   | -48       | 14°14′24″ s. š., 40°18′ v. d.    | 1926            |
| Dama Ali Terara | Štítová sopka        | 1 068     | 11°16′48″ s. š., 41°37′48″ v. d. | 1631            |
| Dendi           | Kaldera              | 3 260     | 9° s. š., 38° v. d.              | ???             |
| Dofen           | Stratovulkán         | 1 151     | 9°21′ s. š., 40°7′48″ v. d.      | Holocén         |
| East Zway       | Vulkanické pole      | 1 889     | 7°57′ s. š., 38°55′48″ v. d.     | ???             |
| Erta Ale        | Štítová sopka        | 613       | 13°36′ s. š., 40°40′12″ v. d.    | 2021            |
| Fentale         | Stratovulkán         | 2 007     | 8°58′12″ s. š., 39°55′48″ v. d.  | 1820            |
| Gabillema       | Stratovulkán         | 1 459     | 11°4′48″ s. š., 41°16′12″ v. d.  | Holocén         |
| Gada Ale        | Stratovulkán         | 287       | 13°58′48″ s. š., 40°24′36″ v. d. | Holocén         |
| Gedamsa         | Kaldera              | 1 984     | 8°21′ s. š., 39°10′48″ v. d.     | Holocén         |
| Groppo          | Stratovulkán         | 930       | 11°43′48″ s. š., 40°15′ v. d.    | Holocén         |
| Hajli Gubbi     | Štítová sopka        | 521       | 13°30′ s. š., 40°43′12″ v. d.    | Holocén         |
| Hararu Tärara   | Vulkanický komplex   | 600       | 12°10′12″ s. š., 40°49′12″ v. d. | 2009            |
| Hertali         | Riftová zóna         | 900       | 9°46′48″ s. š., 40°19′48″ v. d.  | Holocén         |
| Hobiča          | Kaldera              | 1 800     | 6°46′48″ s. š., 37°49′48″ v. d.  | Holocén         |
| Kone            | Vulkanický komplex   | 1 619     | 8°48′ s. š., 39°41′24″ v. d.     | 1820            |
| Korath Range    | Tufové kužele        | 912       | 5°6′ s. š., 35°52′48″ v. d.      | Holocén         |
| Kurub           | Štítová sopka        | 625       | 11°52′48″ s. š., 41°12′36″ v. d. | Holocén         |
| Langudi         | Vulkanický komplex   | 1 383     | 10°34′48″ s. š., 41°2′24″ v. d.  | Holocén         |
| Liado Hayk      | Maary                | 878       | 9°34′12″ s. š., 40°16′48″ v. d.  | Holocén         |
| Ma Alalta       | Stratovulkán         | 1 815     | 13°1′12″ s. š., 40°12′ v. d.     | Holocén         |
| Mallahle        | Vulkanický komplex   | 1 875     | 13°16′12″ s. š., 41°39′ v. d.    | Holocén         |
| Manda-Inakir    | Riftová zóna         | 600       | 12°22′48″ s. š., 42°12′ v. d.    | 1928            |
| Mat Ala         | Štítová sopka        | 523       | 13°6′ s. š., 41°9′ v. d.         | Holocén         |
| Mega Basalt     | Pyroklastické kužele | 1 067     | 4°4′48″ s. š., 37°25′12″ v. d.   | Holocén         |
| Moje Terara     | Sypaný kužel         | 2 349     | 8°9′ s. š., 39°7′48″ v. d.       | 1900            |
| O'a             | Kaldera              | 2 075     | 7°28′12″ s. š., 38°34′48″ v. d.  | ???             |
| Sabober         | Tufový prstenec      | ???       | 8°58′12″ s. š., 39°55′48″ v. d.  | ???             |
| Shala           | Kaldera              | 2 075     | 7°28′12″ s. š., 38°33′ v. d.     | ???             |
| Sodore          | Vulkanické pole      | 1 765     | 8°25′48″ s. š., 39°21′ v. d.     | Holocén         |
| Tat Ali         | Štítová sopka        | 700       | 13°16′48″ s. š., 41°4′12″ v. d.  | Holocén         |
| Tepi            | Štítová sopka        | 2 728     | 7°25′12″ s. š., 35°25′48″ v. d.  | Holocén         |
| Tosa Suča       | Vulkanické pole      | 1 650     | 5°55′12″ s. š., 37°34′12″ v. d.  | Holocén         |
| Wonchi          | Kaldera              | 3 450     | 9° s. š., 38° v. d.              | ???             |
| Zuqualla        | Štítová sopka        | 2 800     | 8°19′12″ s. š., 38°31′12″ v. d.  | ???             |

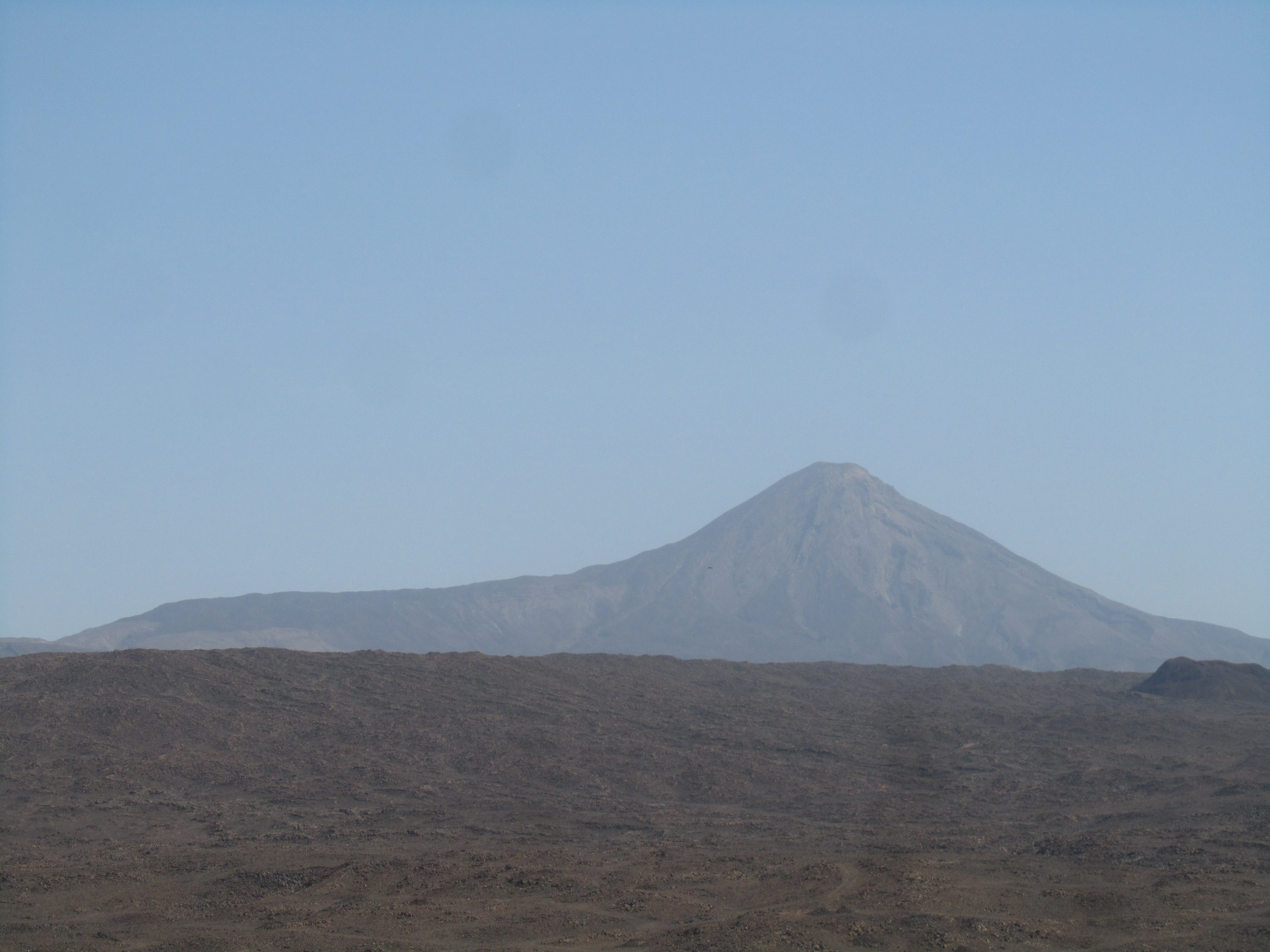
Afdera
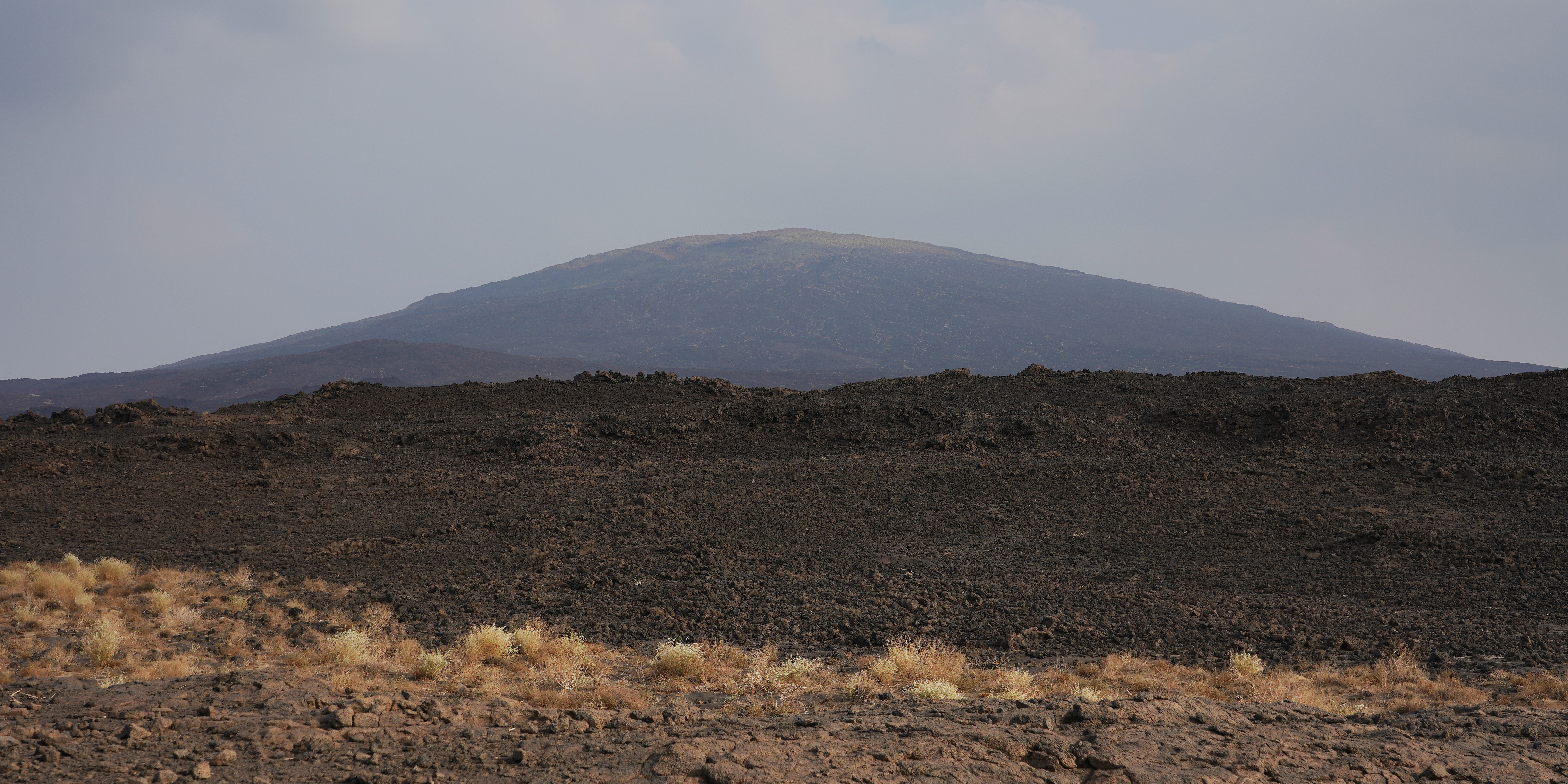
Amajtoli Tärara
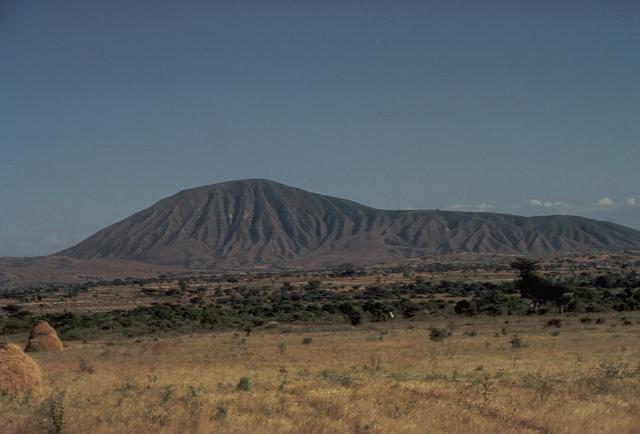
Bora-Bericcio
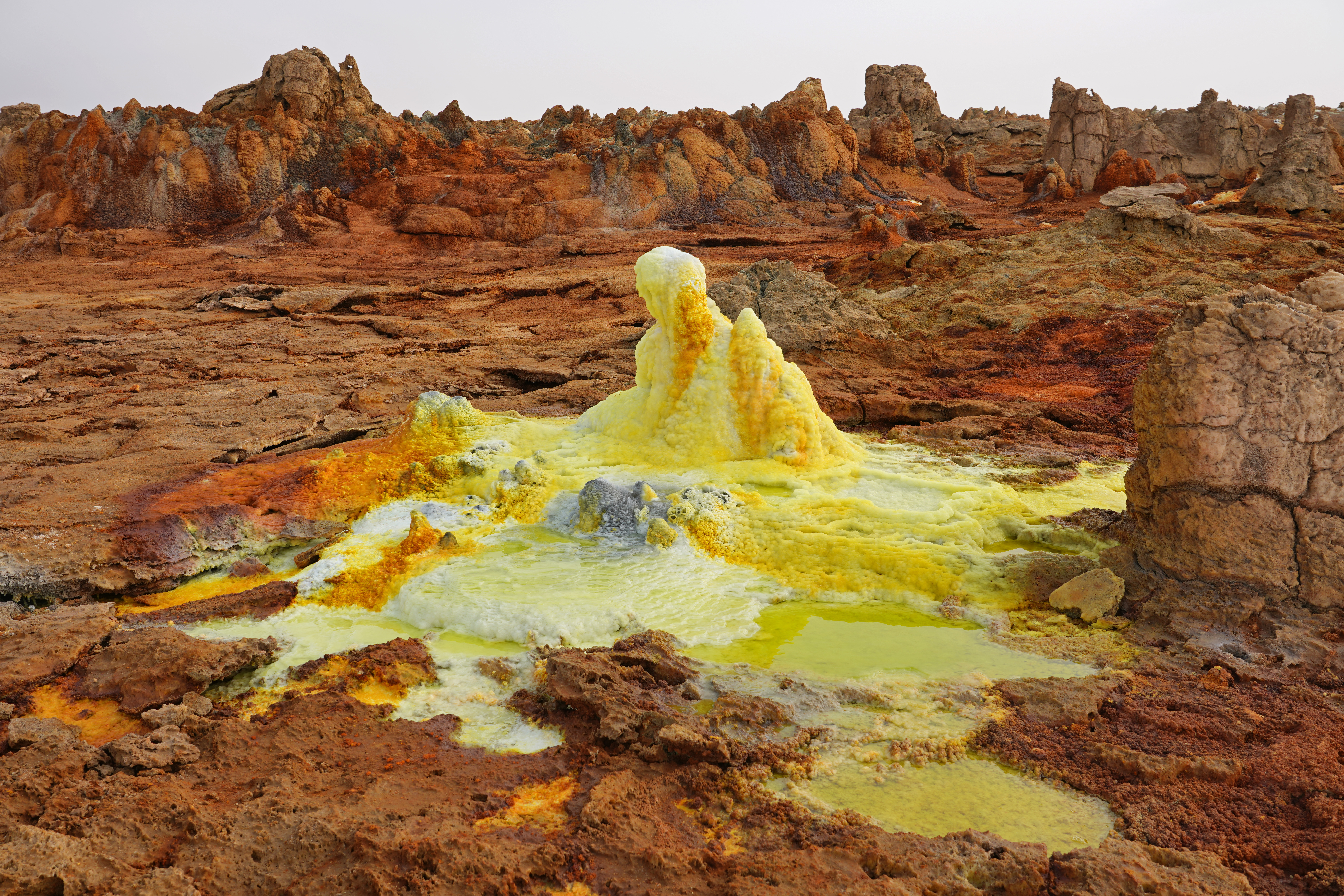
Dallol
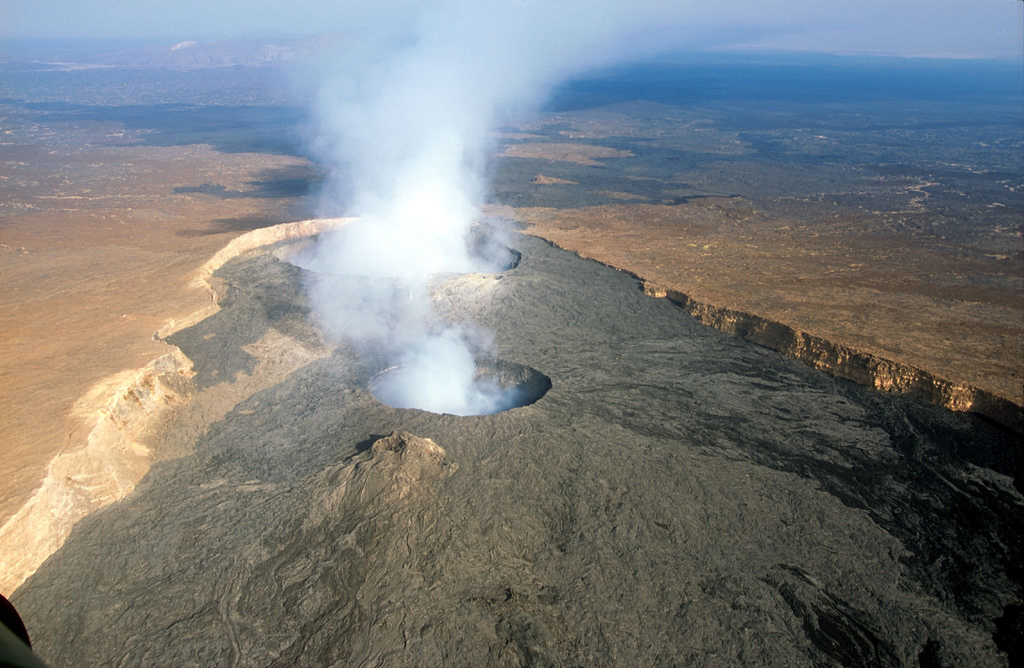
Erta Ale
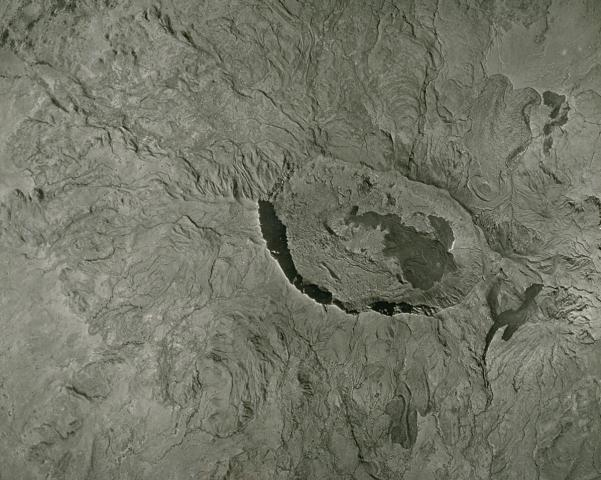
Fentale

### Jihoafrická republika
| Název                 | Forma              | Výška (m) | Souřadnice                      | Poslední erupce |
| --------------------- | ------------------ | --------- | ------------------------------- | --------------- |
| Pilanesberg           | Vulkanický komplex | 1 687     | 25°14′24″ j. š., 27°4′48″ v. d. | Pleistocén      |
| Marion                | Štítová sopka      | 1 230     | 46°54′ j. š., 37°45′ v. d.      | 2008            |
| Ostrov prince Edvarda | Štítová sopka      | 672       | 46°37′48″ j. š., 37°57′ v. d.   | Holocén         |

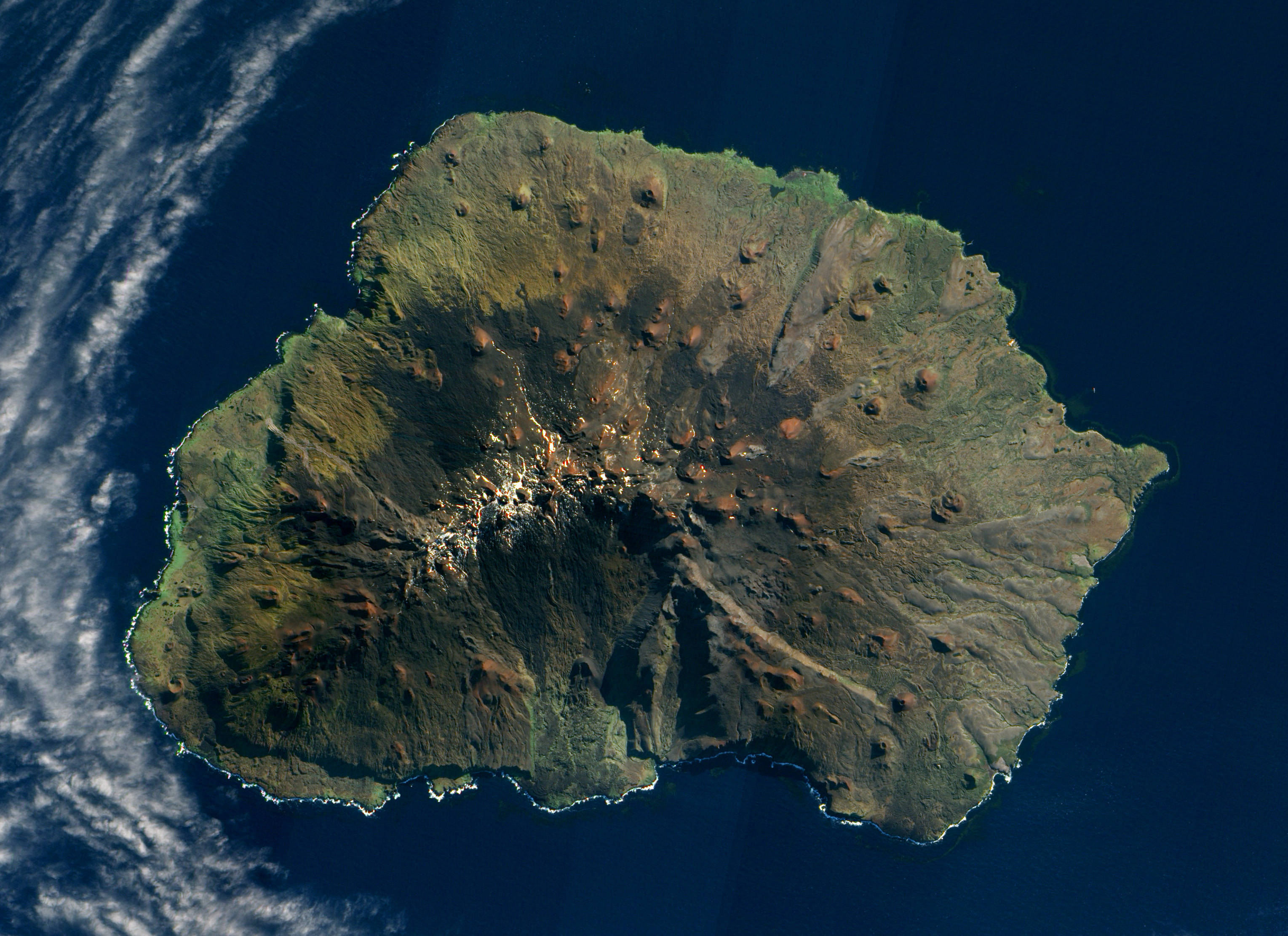
Marion
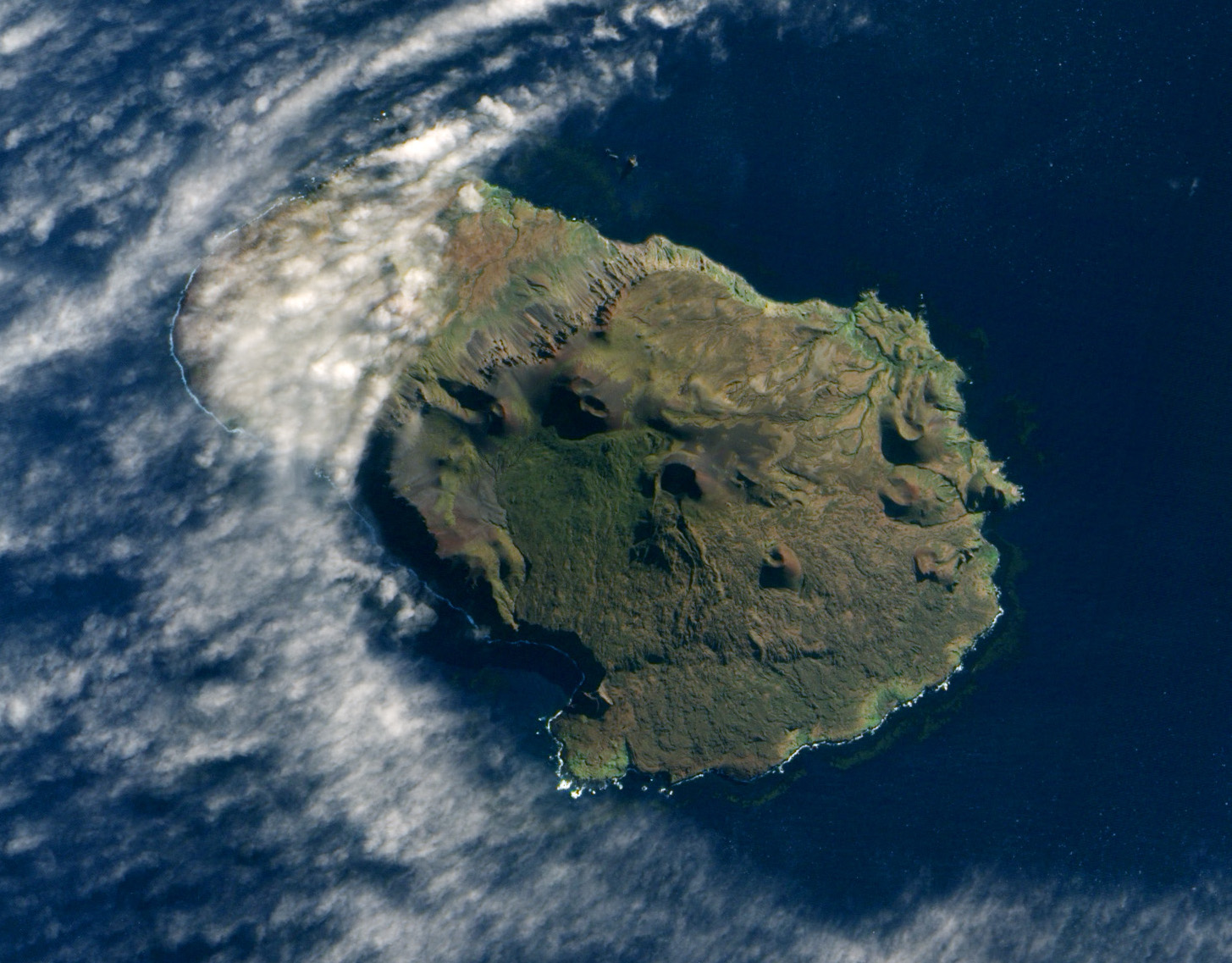
Ostrov prince Edvarda

### Kamerun
| Název           | Forma           | Výška (m) | Souřadnice                    | Poslední erupce |
| --------------- | --------------- | --------- | ----------------------------- | --------------- |
| Kamerunská hora | Stratovulkán    | 4 095     | 4°12′ s. š., 9°10′12″ v. d.   | 2000            |
| Enep            | ?               | ?         | 6°18′ s. š., 10°30′ v. d.     | ?               |
| Manengouba      | Stratovulkán    | 2 411     | 5°1′48″ s. š., 9°49′48″ v. d. | Holocén         |
| Ngaoundere      | Vulkanické pole | ?         | 7°15′ s. š., 13°40′12″ v. d.  | Holocén         |
| Oku             | Vulkanické pole | 3 011     | 6°15′ s. š., 10°30′ v. d.     | (?) 1986        |
| Tchabal Nganha  | Stratovulkán    | 1 927     | 7°21′ s. š., 14° v. d.        | ?               |
| Tombel Graben   | ?               | 500       | 4°45′ s. š., 9°40′12″ v. d.   | Holocén         |

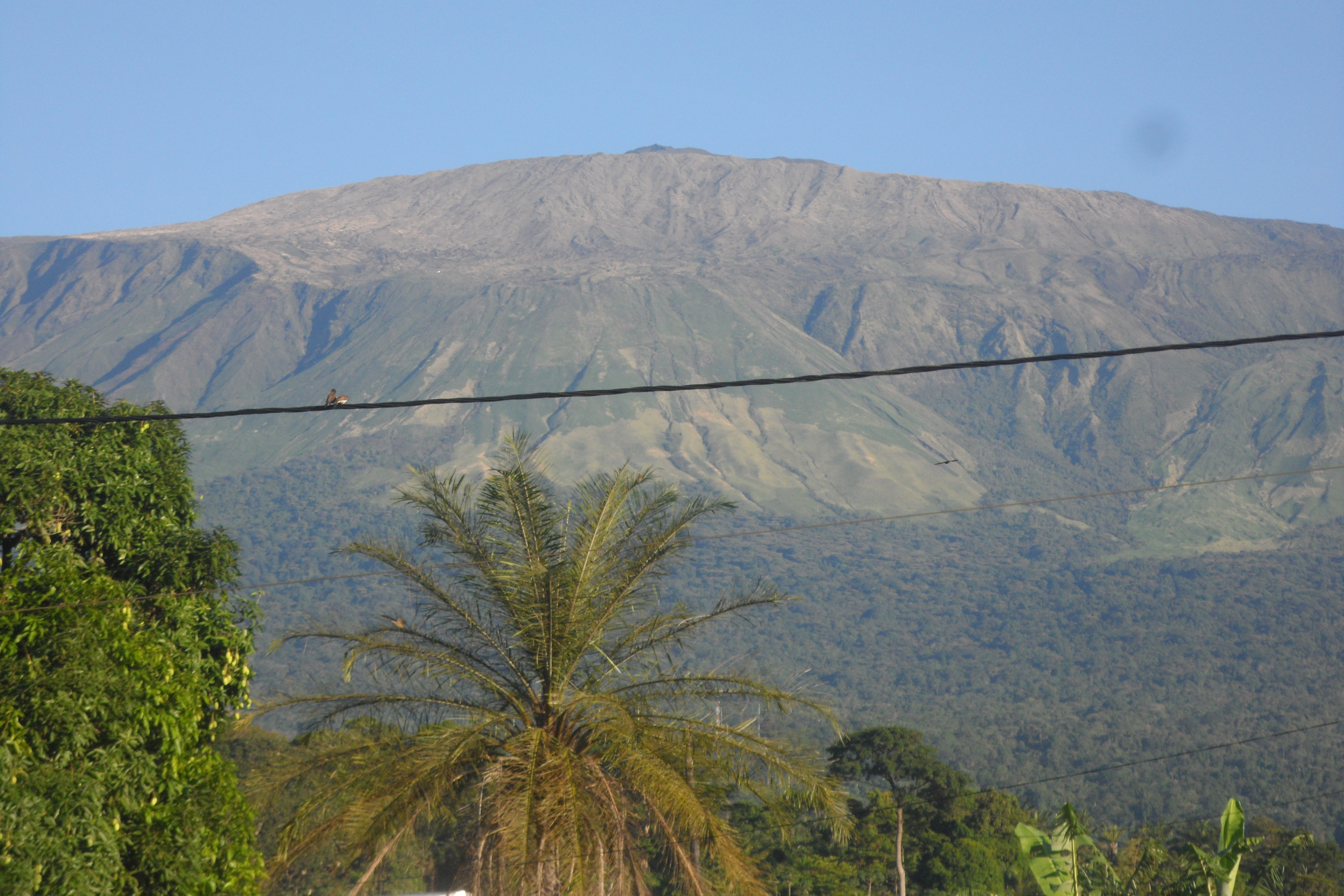
Kamerunská hora
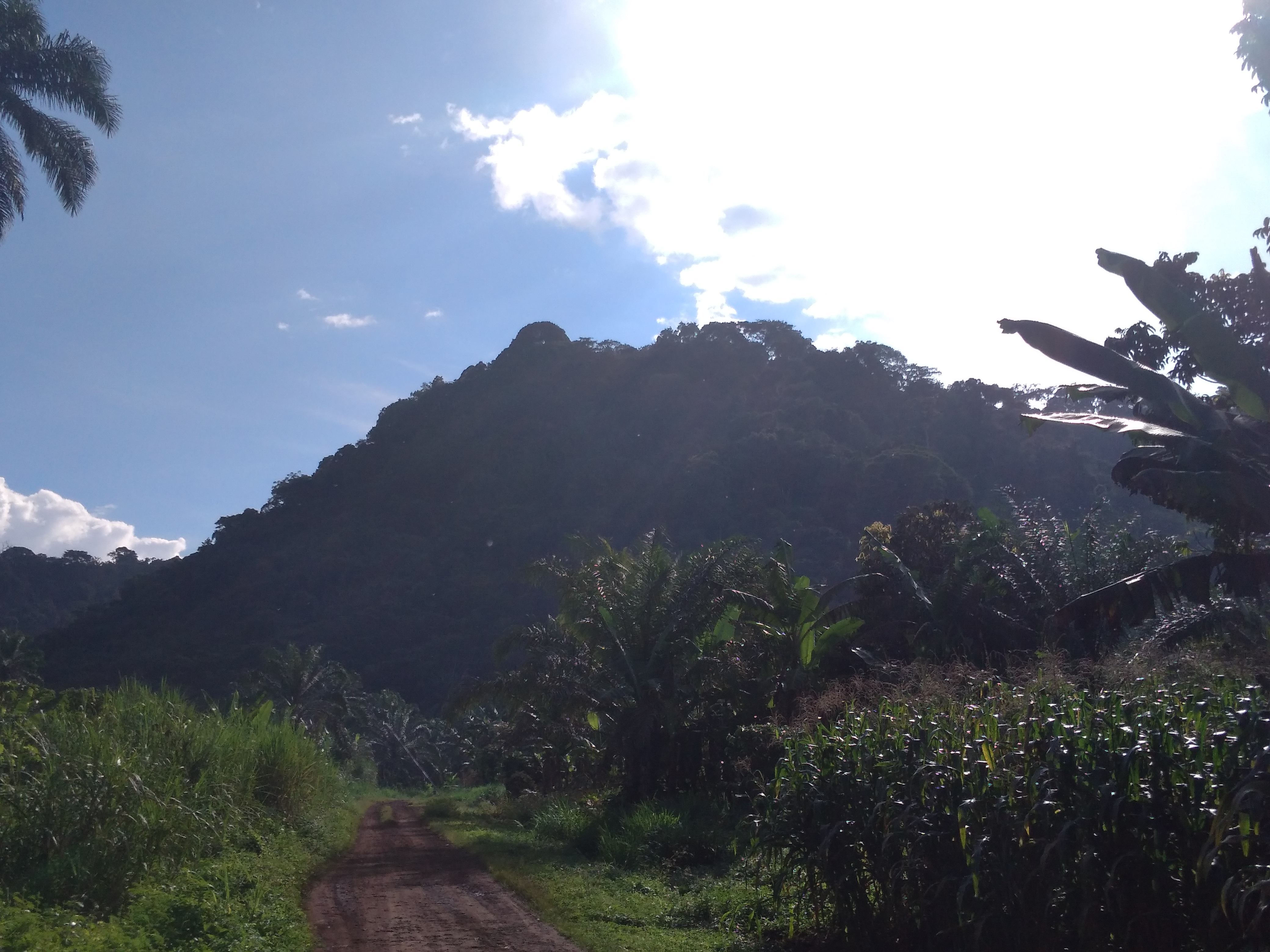
Manengouba

### Kapverdy

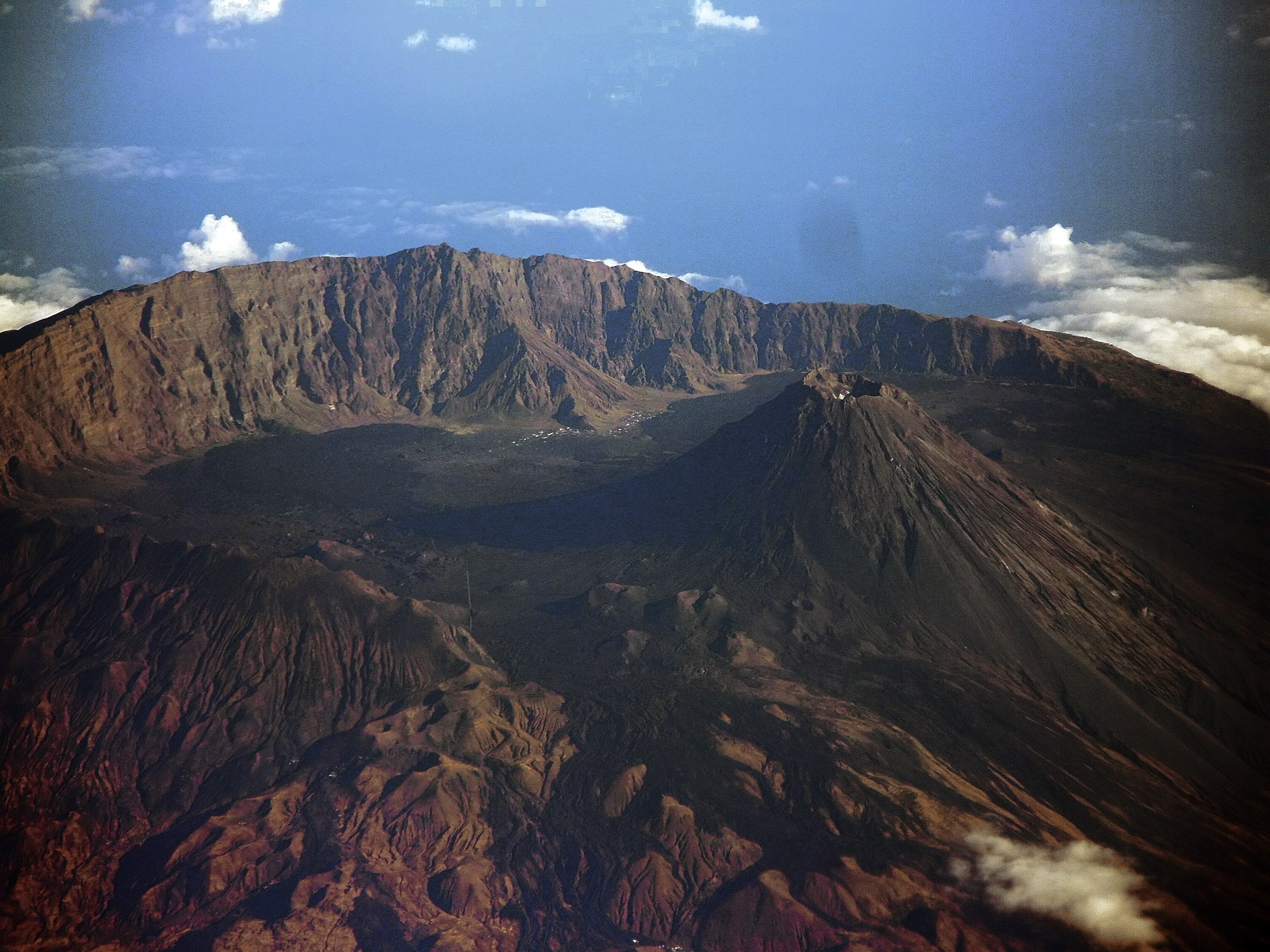
Pico do Fogo

| Název        | Forma        | Výška (m) | Souřadnice                    | Poslední erupce |
| ------------ | ------------ | --------- | ----------------------------- | --------------- |
| Brava        | Stratovulkán | 976       | 14°51′ s. š., 24°43′12″ z. d. | Holocén         |
| Pico do Fogo | Stratovulkán | 2 829     | 14°57′ s. š., 24°21′ z. d.    | 2015            |
| São Vicente  | Stratovulkán | 744       | 16°51′ s. š., 24°58′12″ z. d. | Holocén         |

- Pico do Fogo

### Keňa
| Název            | Forma                    | Výška (m) | Souřadnice                      | Poslední erupce |
| ---------------- | ------------------------ | --------- | ------------------------------- | --------------- |
| Barrier          | Štítová sopka            | 1032      | 2°19′12″ s. š., 36°34′12″ v. d. | 1921            |
| Central Island   | Tufové kužele a prstence | 550       | 3°30′ s. š., 36°2′24″ v. d.     | ???             |
| Chyulu Hills     | Vulkanické pole          | 2 188     | 2°40′48″ j. š., 37°52′48″ v. d. | 1855            |
| Elgon            | Štítová sopka            | 4 321     | 1°6′ s. š., 34°30′ v. d.        | ???             |
| Elmenteita       | Pyroklastické kužele     | 2 126     | 0°31′12″ j. š., 36°16′12″ v. d. | Holocén         |
| Emuruangogolak   | Štítová sopka            | 1 328     | 1°30′ s. š., 36°19′48″ v. d.    | 1910            |
| Homa             | Vulkanický komplex       | 1 751     | 0°22′48″ j. š., 34°30′ v. d.    | Holocén         |
| Kenya            | Stratovulkán             | 5 199     | 0°54′ j. š., 37°10′48″ v. d.    | ???             |
| Korosi           | Štítová sopka            | 1 446     | 0°46′12″ s. š., 36°7′12″ v. d.  | Holocén         |
| Likaiu           | Komplex kuželů           | 915       | 2°10′12″ s. š., 36°21′36″ v. d. | ???             |
| Longonot         | Stratovulkán             | 2 776     | 0°54′36″ j. š., 36°27′ v. d.    | 1863            |
| Marsabit         | Stratovulkán             | 1 707     | 2°19′12″ s. š., 37°58′12″ v. d. | Holocén         |
| Menengai         | Štítová sopka            | 2 278     | 0°12′ j. š., 36°4′12″ v. d.     | 6050 př. n. l.  |
| Namarunu         | Štítová sopka            | 817       | 1°54′ s. š., 36°16′12″ v. d.    | 6550 př. n. l.  |
| North Island     | Tufové kužele            | 520       | 4°4′12″ s. š., 36°3′ v. d.      | ???             |
| Nyambeni         | Štítová sopka            | 750       | 0°13′48″ s. š., 37°52′12″ v. d. | Holocén         |
| Ol Doinyo Eburru | Vulkanický komplex       | 2 856     | 0°37′48″ j. š., 36°13′48″ v. d. | ???             |
| Ol Kokwe         | Štítová sopka            | 1 130     | 0°37′48″ s. š., 36°4′48″ v. d.  | Holocén         |
| Olkaria          | Vulkanický komplex       | 2 434     | 0°54′ j. š., 36°17′24″ v. d.    | 1770            |
| Paka             | Štítová sopka            | 1 697     | 0°55′12″ s. š., 36°10′48″ v. d. | 6050 př. n. l.  |
| Segererua        | Pyroklastické kužele     | 699       | 1°34′12″ s. š., 37°54′ v. d.    | Holocén         |
| Mount Silali     | Štítová sopka            | 1 528     | 1°9′ s. š., 36°13′48″ v. d.     | 5050 př. n. l.  |
| South Island     | Stratovulkán             | 800       | 2°37′48″ s. š., 36°36′ v. d.    | 1888            |
| Suswa            | Štítová sopka            | 2 356     | 1°10′48″ j. š., 36°21′ v. d.    | ???             |

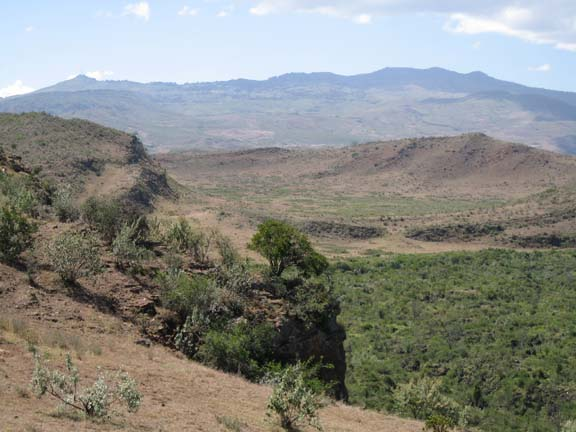
Elmenteita (v popředí)
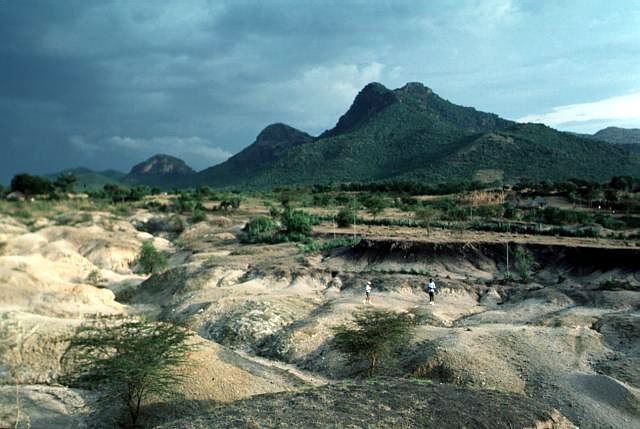
Homa
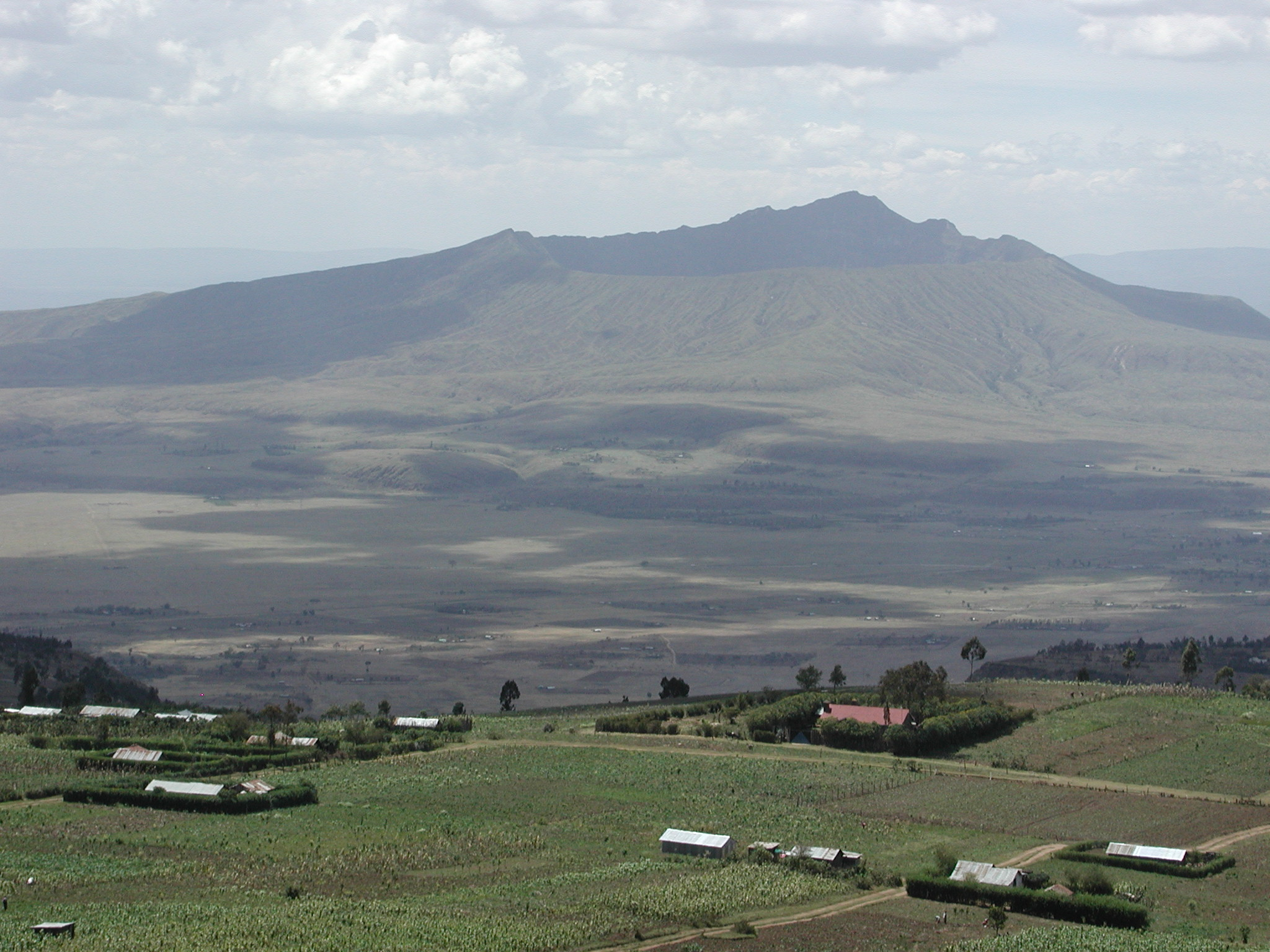
Longonot
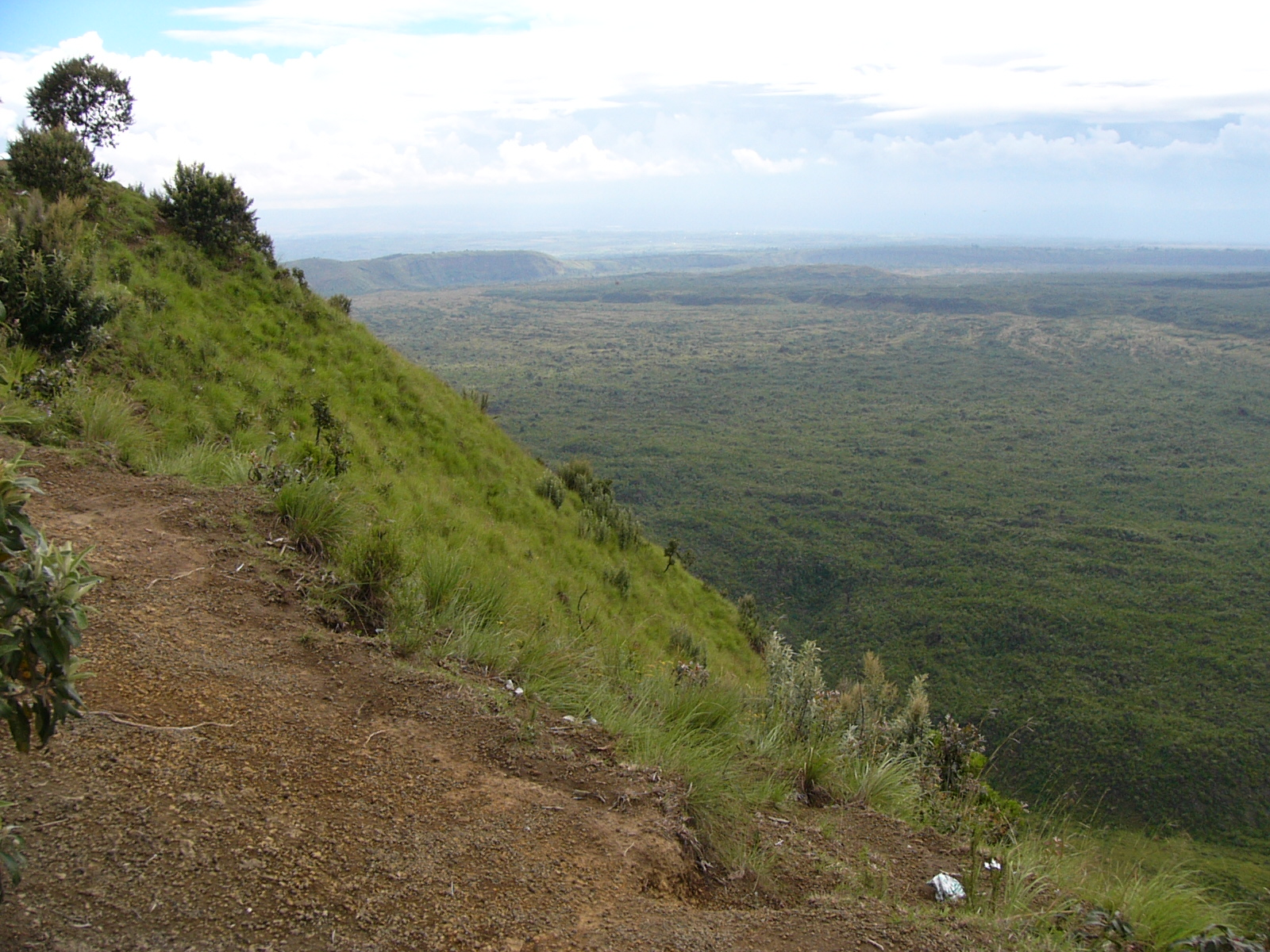
Menengai
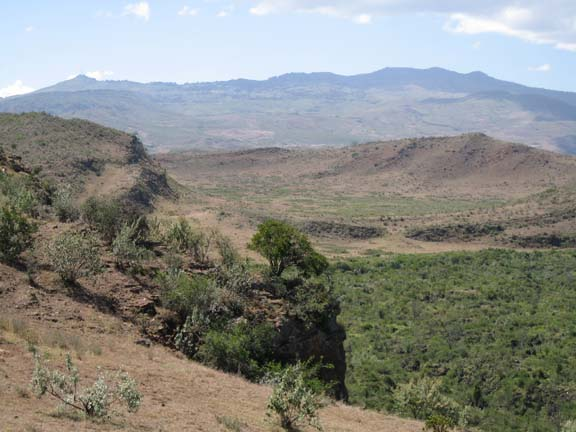
Ol Doinyo Eburru (v pozadí)
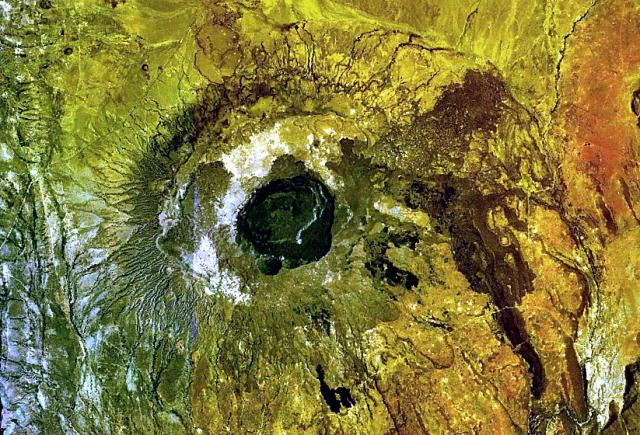
Suswa

### Komory
| Název     | Forma         | Výška (m) | Souřadnice                       | Poslední erupce |
| --------- | ------------- | --------- | -------------------------------- | --------------- |
| La Grille | Štítová sopka | 1 087     | 11°28′12″ j. š., 43°19′48″ v. d. | Holocén         |
| Karthala  | Štítová sopka | 2 361     | 11°45′ j. š., 43°22′48″ v. d.    | 2007            |

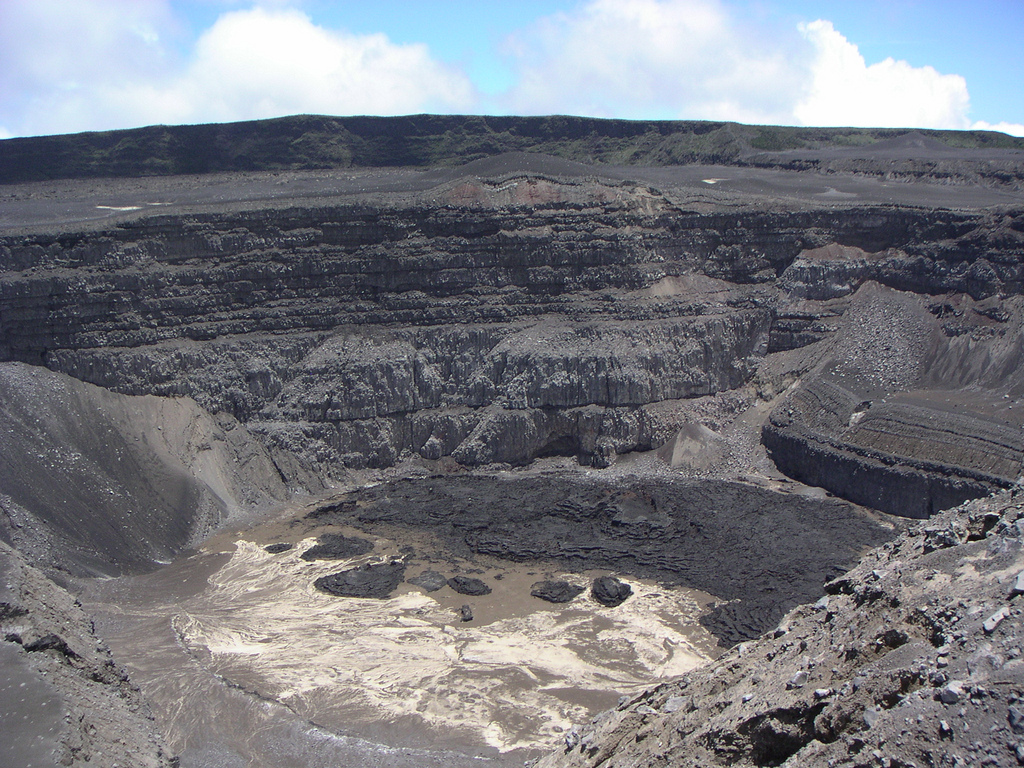
Karthala

### Konžská demokratická republika

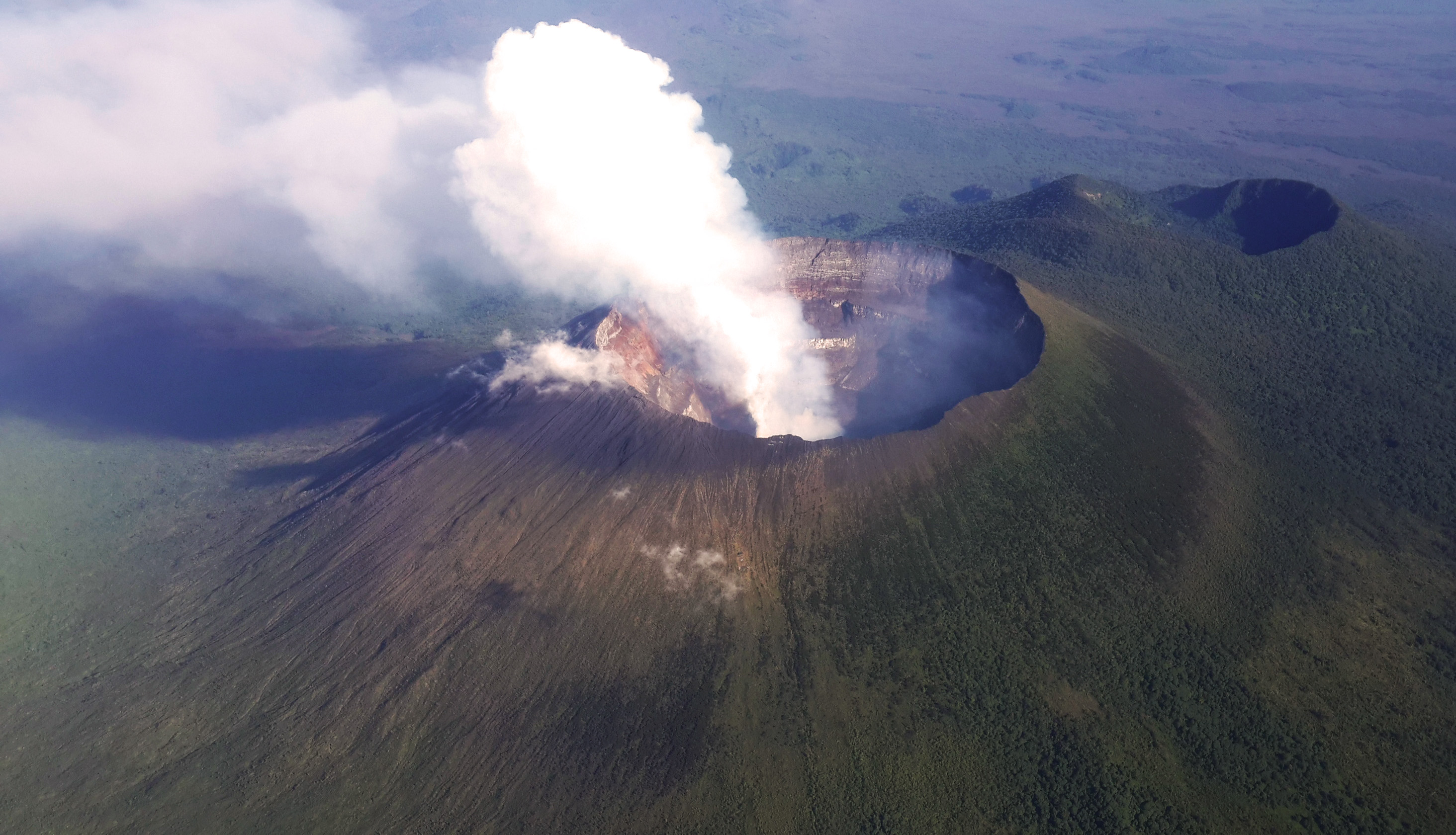
Nyiragongo
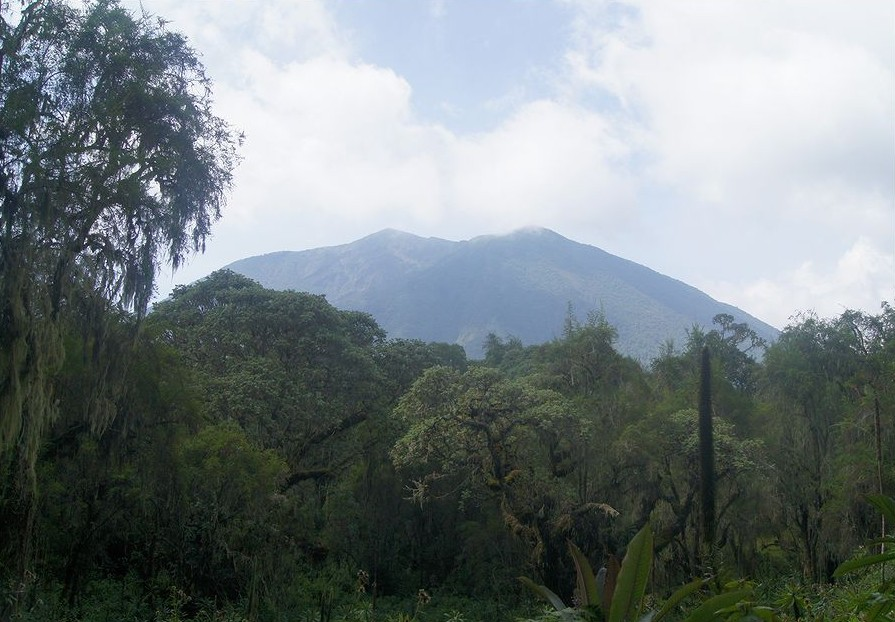
Bisoke

| Název       | Forma            | Výška (m) | Souřadnice                      | Poslední erupce |
| ----------- | ---------------- | --------- | ------------------------------- | --------------- |
| May-Ya-Moto | Fumarolické pole | 2 000     | 0°55′48″ j. š., 29°19′48″ v. d. | ???             |
| Nyamuragira | Štítová sopka    | 3 058     | 1°24′36″ j. š., 29°12′ v. d.    | 2021            |
| Nyiragongo  | Stratovulkán     | 3 470     | 1°31′12″ j. š., 29°15′ v. d.    | 2021            |
| Tshibinda   | Vulkanické pole  | 1 460     | 2°19′12″ j. š., 28°45′ v. d.    | Holocén         |
| Bisoke      | Stratovulkán     | 3 711     | 1°28′12″ j. š., 29°29′24″ v. d. | 1957            |

- Nyiragongo
- Bisoke

### Libye
| Název        | Forma           | Výška (m) | Souřadnice                    | Poslední erupce             |
| ------------ | --------------- | --------- | ----------------------------- | --------------------------- |
| Gharján      | Vulkanické pole | 850       | 32° s. š., 13°15′ v. d.       | Pleistocén                  |
| Charúdž      | Vulkanické pole | 1 200     | 27°15′ s. š., 17°30′ v. d.    | Před 2 310 lety (± 810 let) |
| Waw an Namus | Kaldera         | 547       | 24°33′ s. š., 17°27′36″ v. d. | Holocén                     |

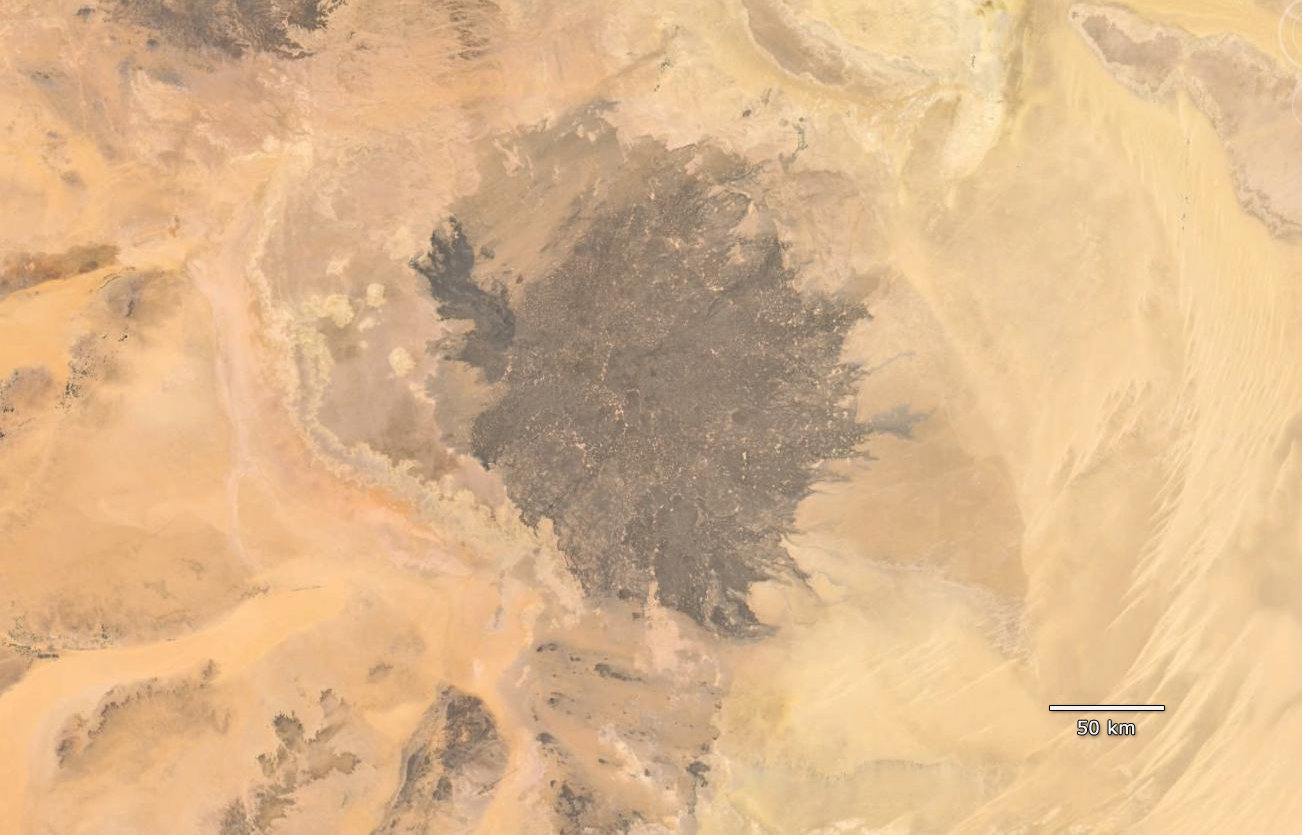
Charúdž
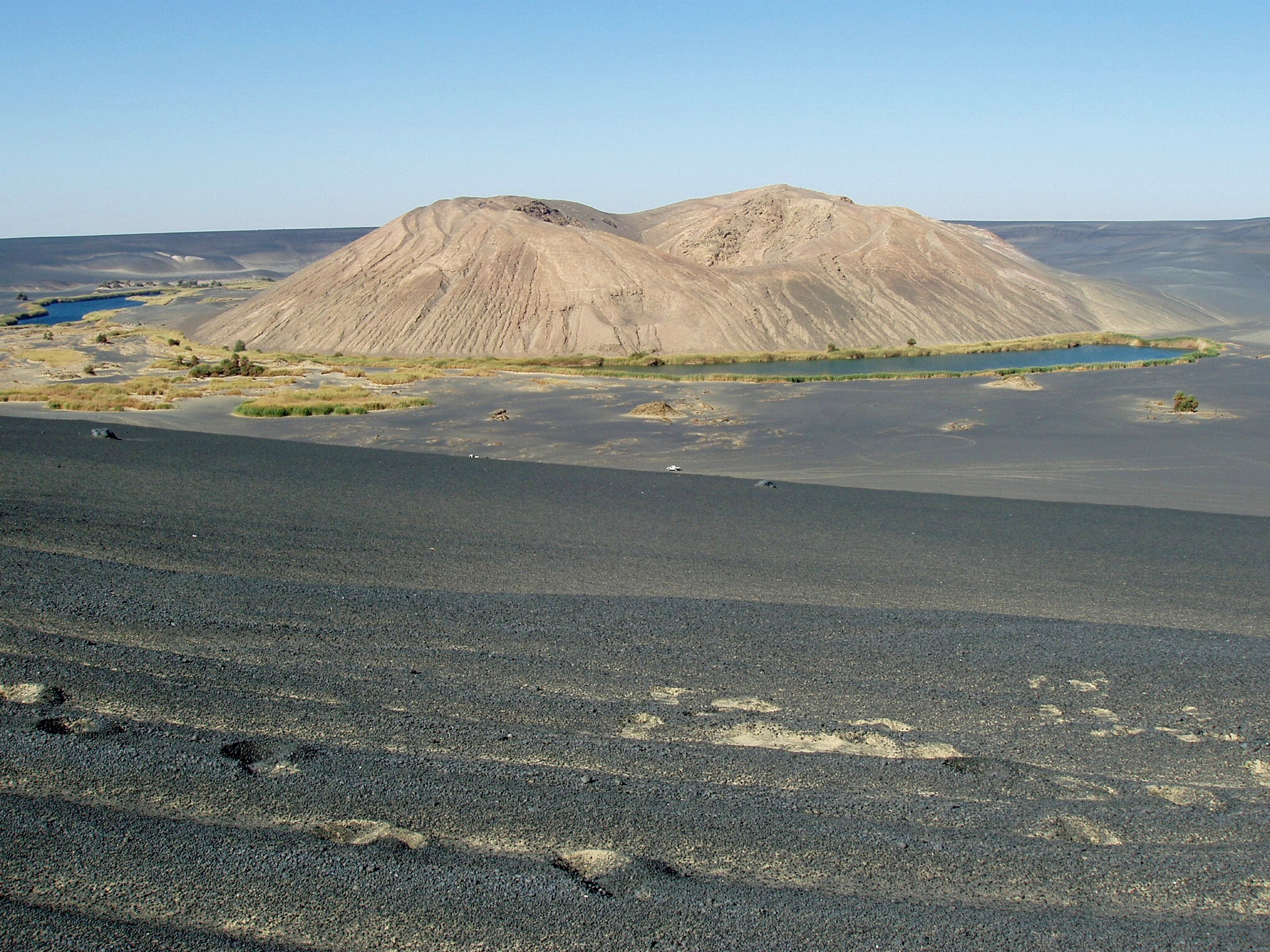
Waw an Namus

### Madagaskar
| Název          | Forma                | Výška (m) | Souřadnice                       | Poslední erupce |
| -------------- | -------------------- | --------- | -------------------------------- | --------------- |
| Ambre-Bobaomby | Vulkanické pole      | 1 475     | 12°36′ j. š., 49°9′ v. d.        | Holocén         |
| Ankaizina      | Pyroklastické kužele | 2 878     | 14°18′ j. š., 48°40′12″ v. d.    | Holocén         |
| Ankaratra      | Vulkanické pole      | 2 644     | 19°24′ j. š., 47°12′ v. d.       | Holocén         |
| Itasy          | Vulkanické pole      | 1 800     | 19° j. š., 46°46′12″ v. d.       | 6050 př. n. l.  |
| Nosy Be        | Vulkanické pole      | 214       | 13°19′12″ j. š., 48°28′48″ v. d. | Holocén         |

### Réunion
| Název                 | Forma         | Výška (m) | Souřadnice                       | Poslední erupce |
| --------------------- | ------------- | --------- | -------------------------------- | --------------- |
| Commerson Crater      | Kaldera       | 2 310     | 21°12′36″ j. š., 55°37′48″ v. d. | ???             |
| Piton de la Fournaise | Štítová sopka | 2 632     | 21°13′48″ j. š., 55°42′36″ v. d. | 2021            |
| Piton des Neiges      | Štítová sopka | 3 069     | 21°3′ j. š., 55°17′24″ v. d.     | Pleistocén      |

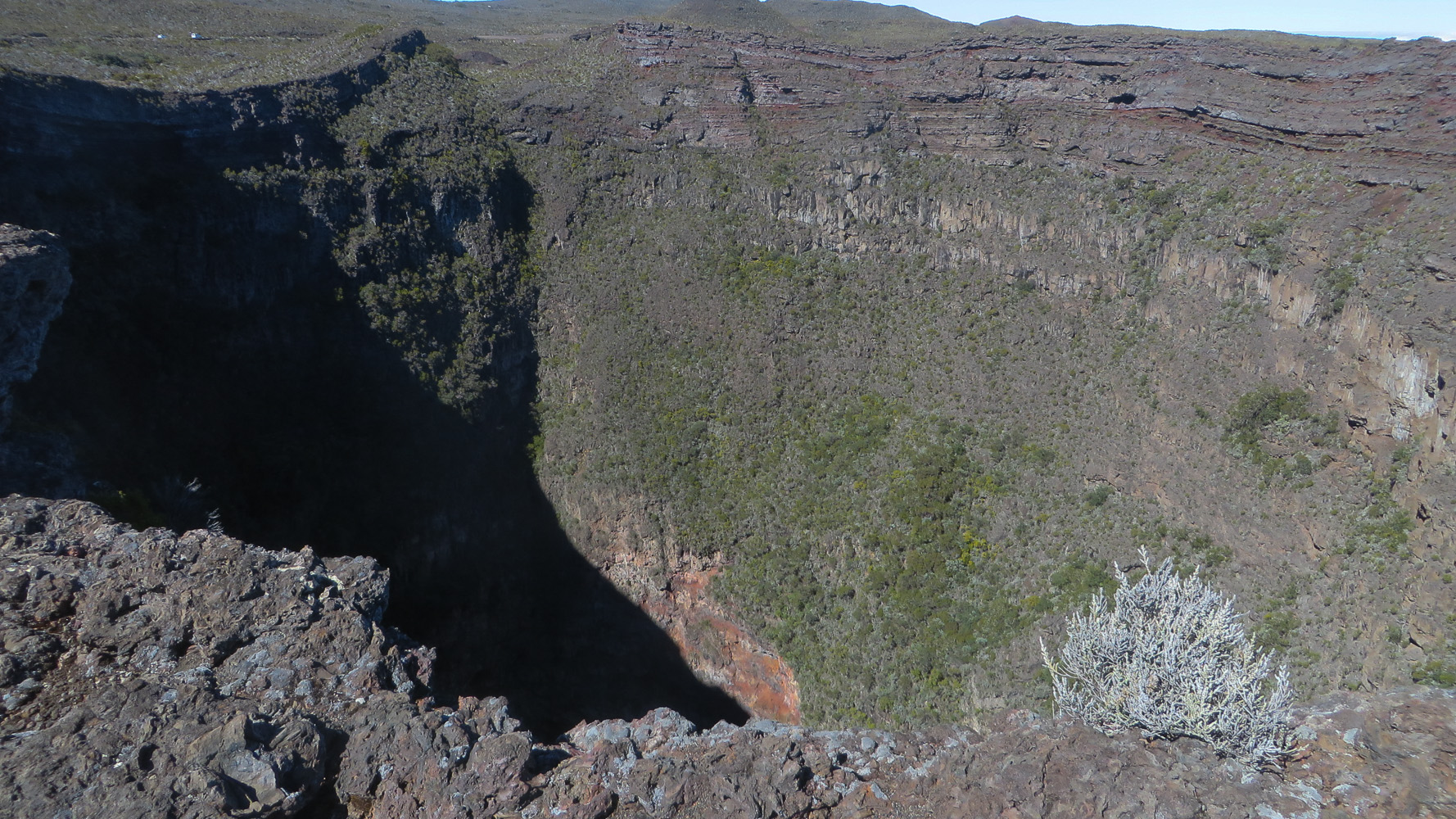
Commerson Crater
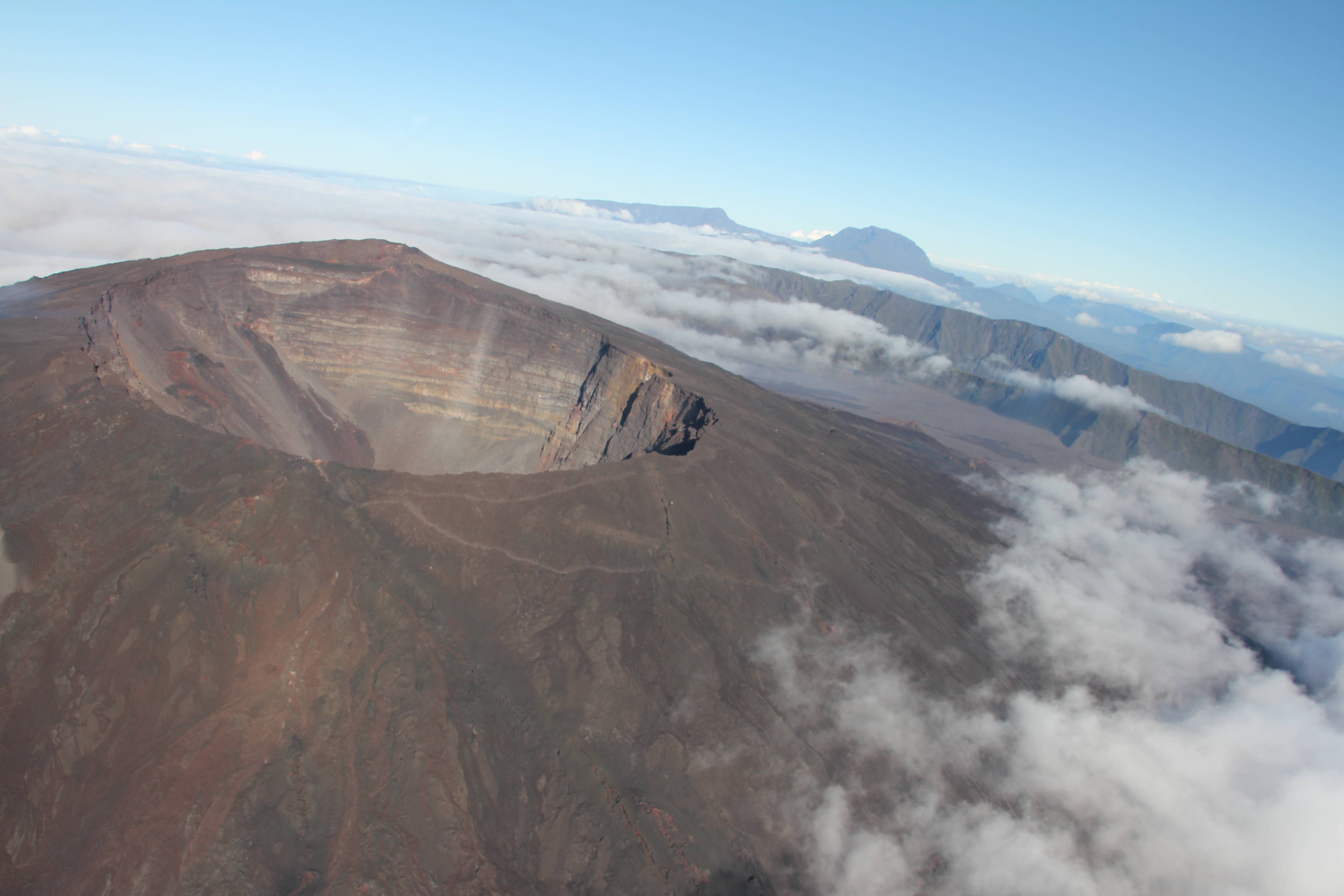
Piton de la Fournaise
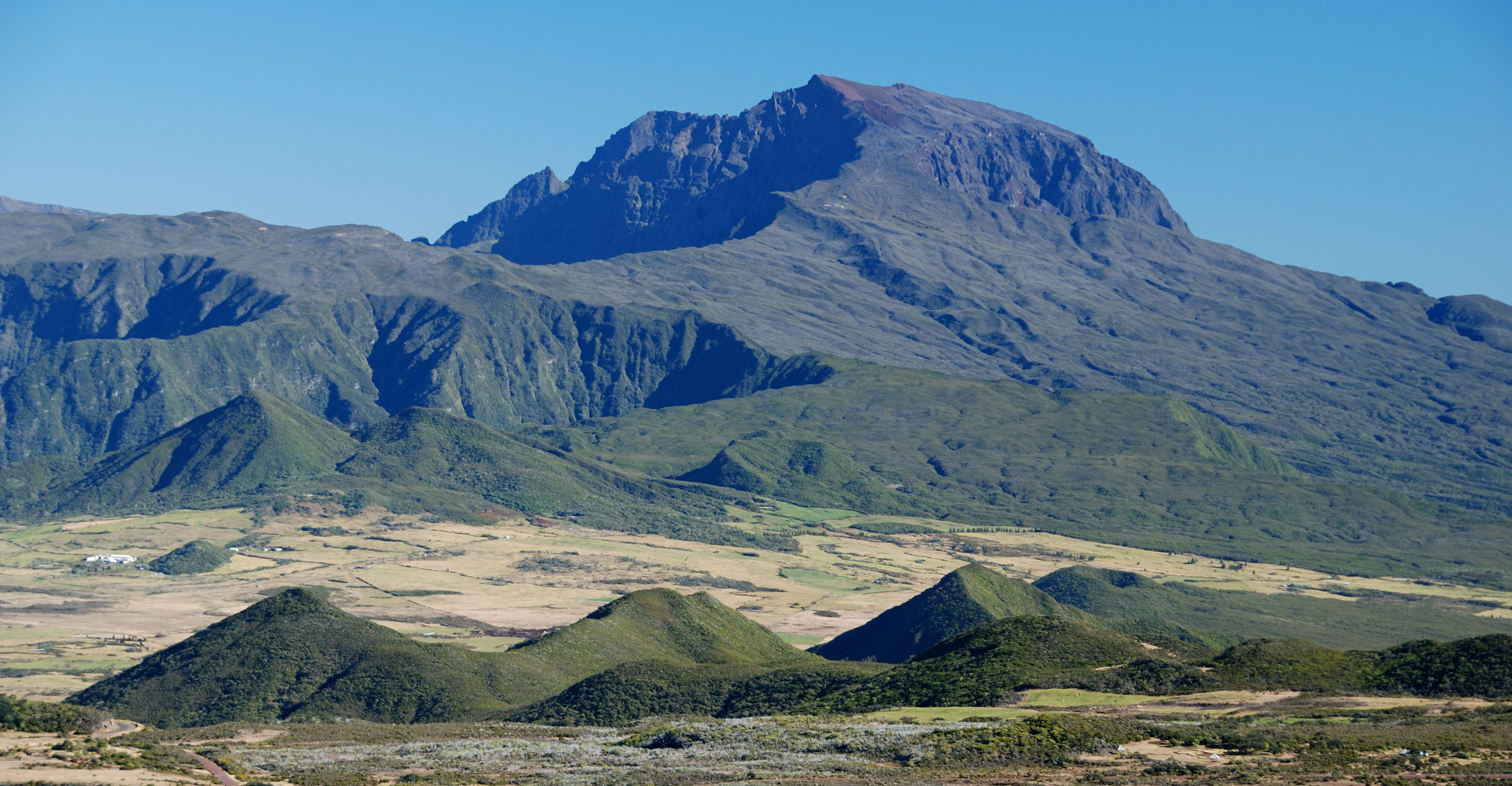
Piton des Neiges

### Rovníková Guinea

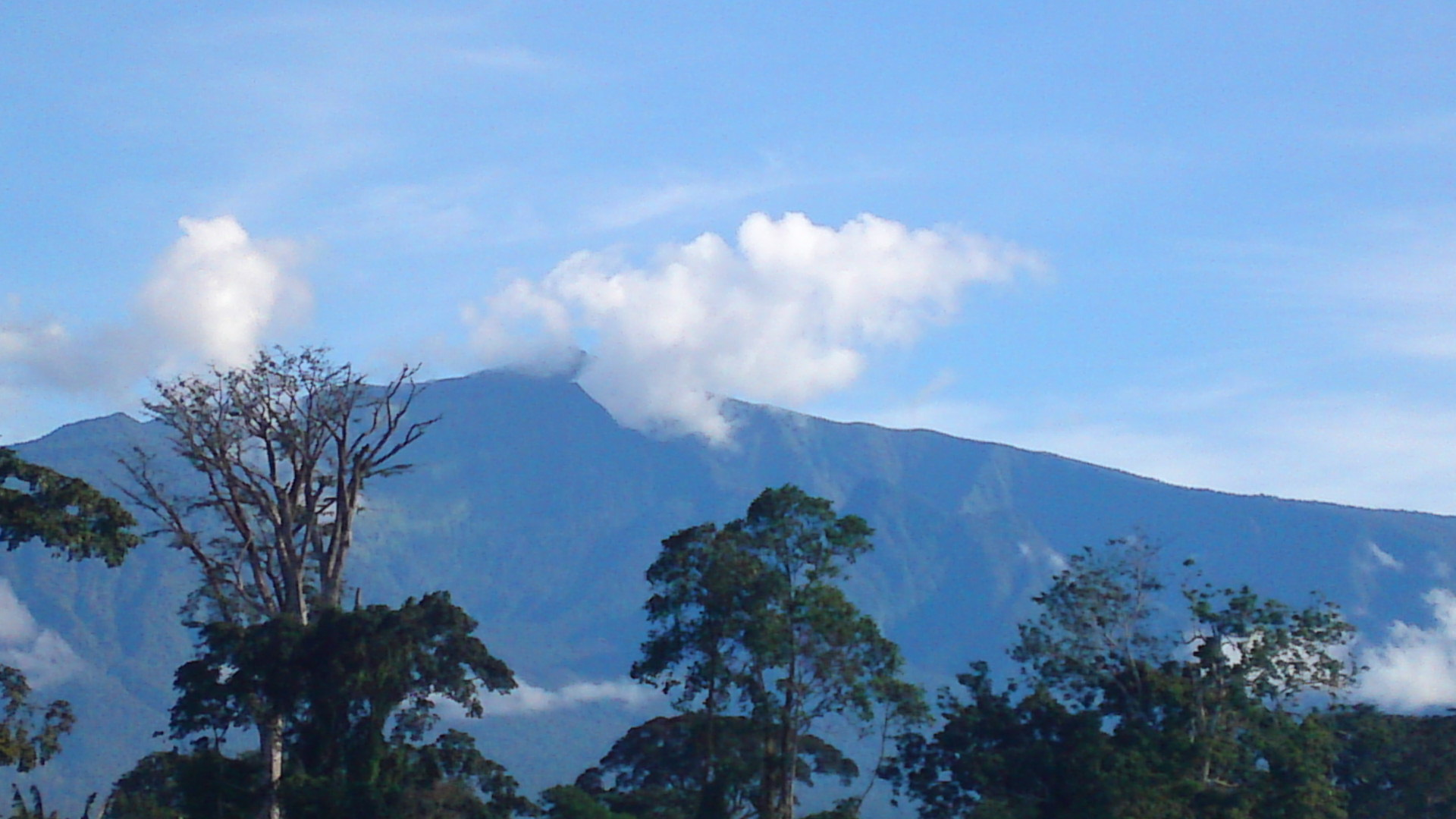
Pico Basilé

| Název       | Forma         | Výška (m) | Souřadnice                  | Poslední erupce |
| ----------- | ------------- | --------- | --------------------------- | --------------- |
| San Carlos  | Štítová sopka | 2 261     | 3°21′ s. š., 8°31′12″ v. d. | Holocén         |
| San Joaquin | Štítová sopka | 2 009     | 3°21′ s. š., 8°37′48″ v. d. | Holocén         |
| Pico Basilé | Štítová sopka | 3 011     | 3°34′48″ s. š., 8°45′ v. d. | 1923            |

- Pico Basilé

### Rwanda
| Název     | Forma        | Výška (m) | Souřadnice                      | Poslední erupce |
| --------- | ------------ | --------- | ------------------------------- | --------------- |
| Karisimbi | Stratovulkán | 4 507     | 1°30′ j. š., 29°27′ v. d.       | Holocén         |
| Muhabura  | Stratovulkán | 4 127     | 1°22′48″ j. š., 29°40′12″ v. d. | Holocén         |
| Bisoke    | Stratovulkán | 3 711     | 1°28′12″ j. š., 29°29′24″ v. d. | Holocén         |

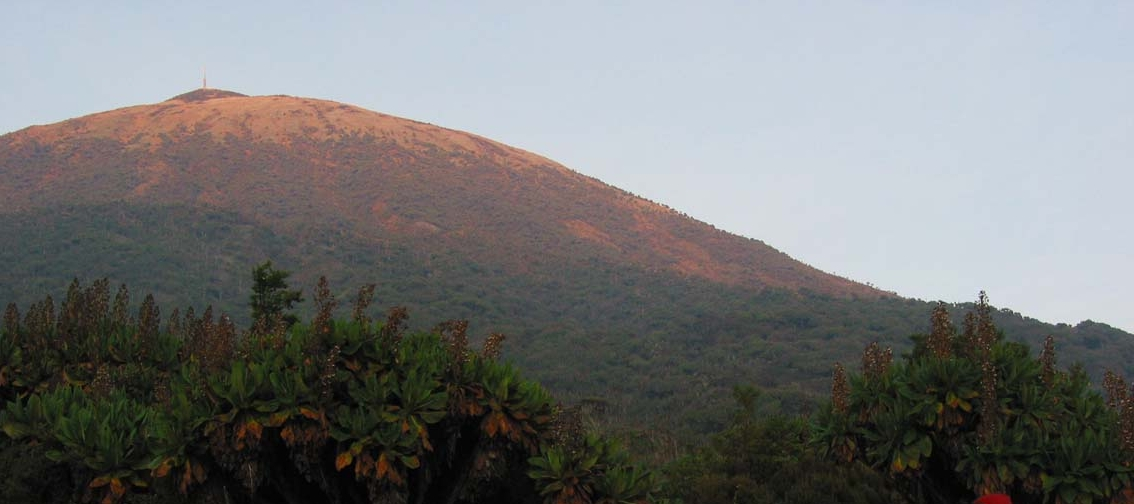
Karisimbi
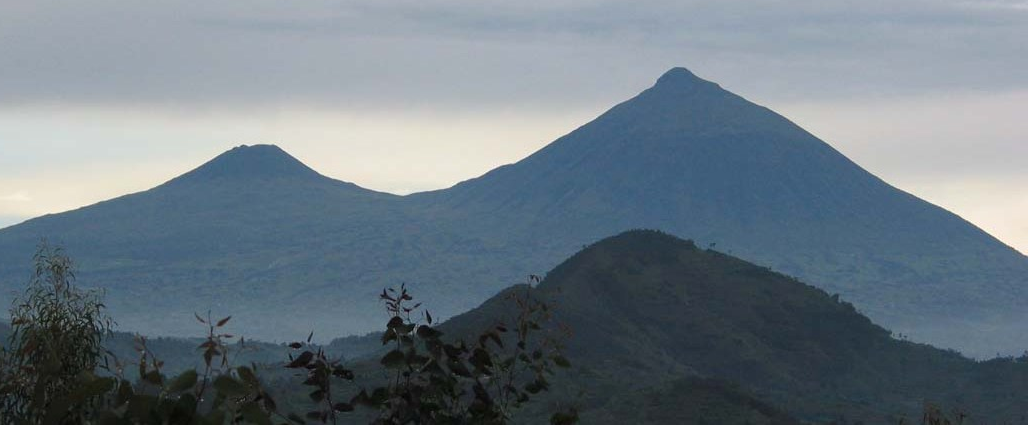
Muhabura
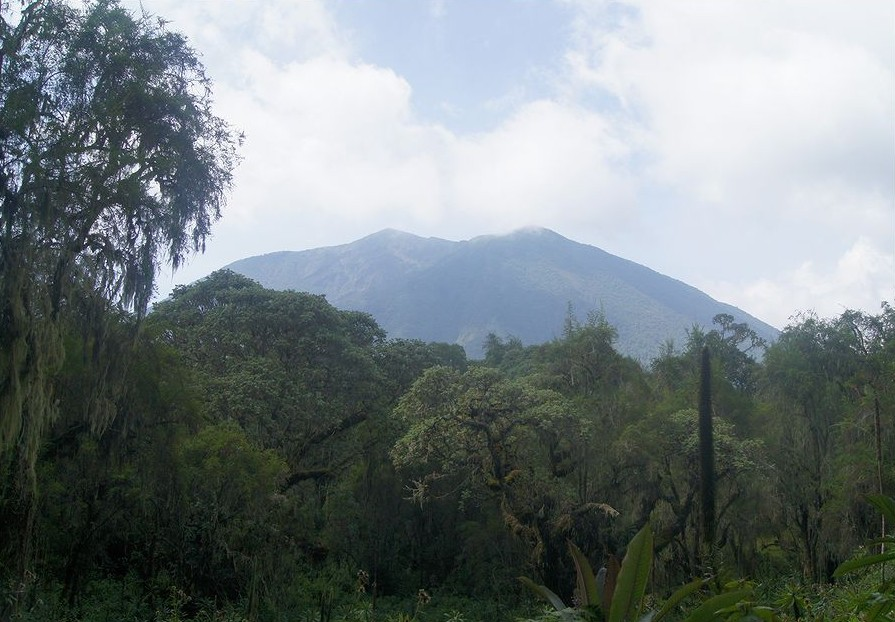
Bisoke

### Svatý Tomáš a Princův ostrov
| Název            | Forma         | Výška (m) | Souřadnice                     | Poslední erupce |
| ---------------- | ------------- | --------- | ------------------------------ | --------------- |
| Pico de São Tomé | Štítová sopka | 2 024     | 0°16′12″ s. š., 6°32′24″ v. d. | Pleistocén      |

### Súdán
| Název             | Forma           | Výška (m) | Souřadnice                       | Poslední erupce |
| ----------------- | --------------- | --------- | -------------------------------- | --------------- |
| Bayuda            | Vulkanické pole | 670       | 18°19′48″ s. š., 32°45′ v. d.    | 850             |
| Jebel Marra       | Vulkanické pole | 3 042     | 12°57′ s. š., 24°16′12″ v. d.    | 1500 př. n. l.  |
| Jebel Umm Arafieb | Vulkanické pole | ???       | 18°10′12″ s. š., 33°49′48″ v. d. | Holocén         |
| Tagabo            | Vulkanické pole | ???       | 14°34′12″ s. š., 25°51′ v. d.    | Holocén         |
| Meidob            | Vulkanické pole | 2 000     | 15°19′12″ s. š., 26°28′12″ v. d. | 2500 př. n. l.  |

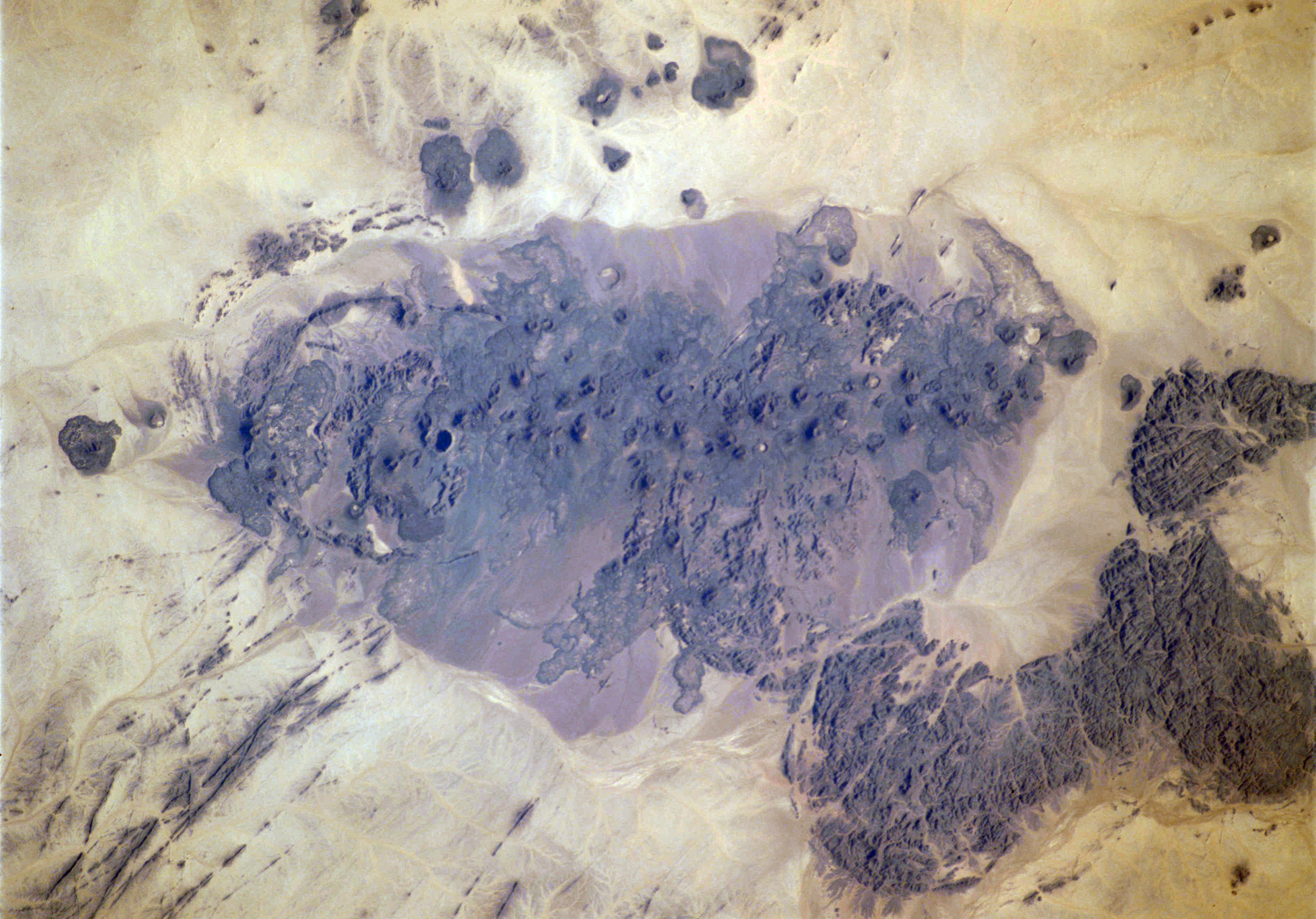
Bayuda
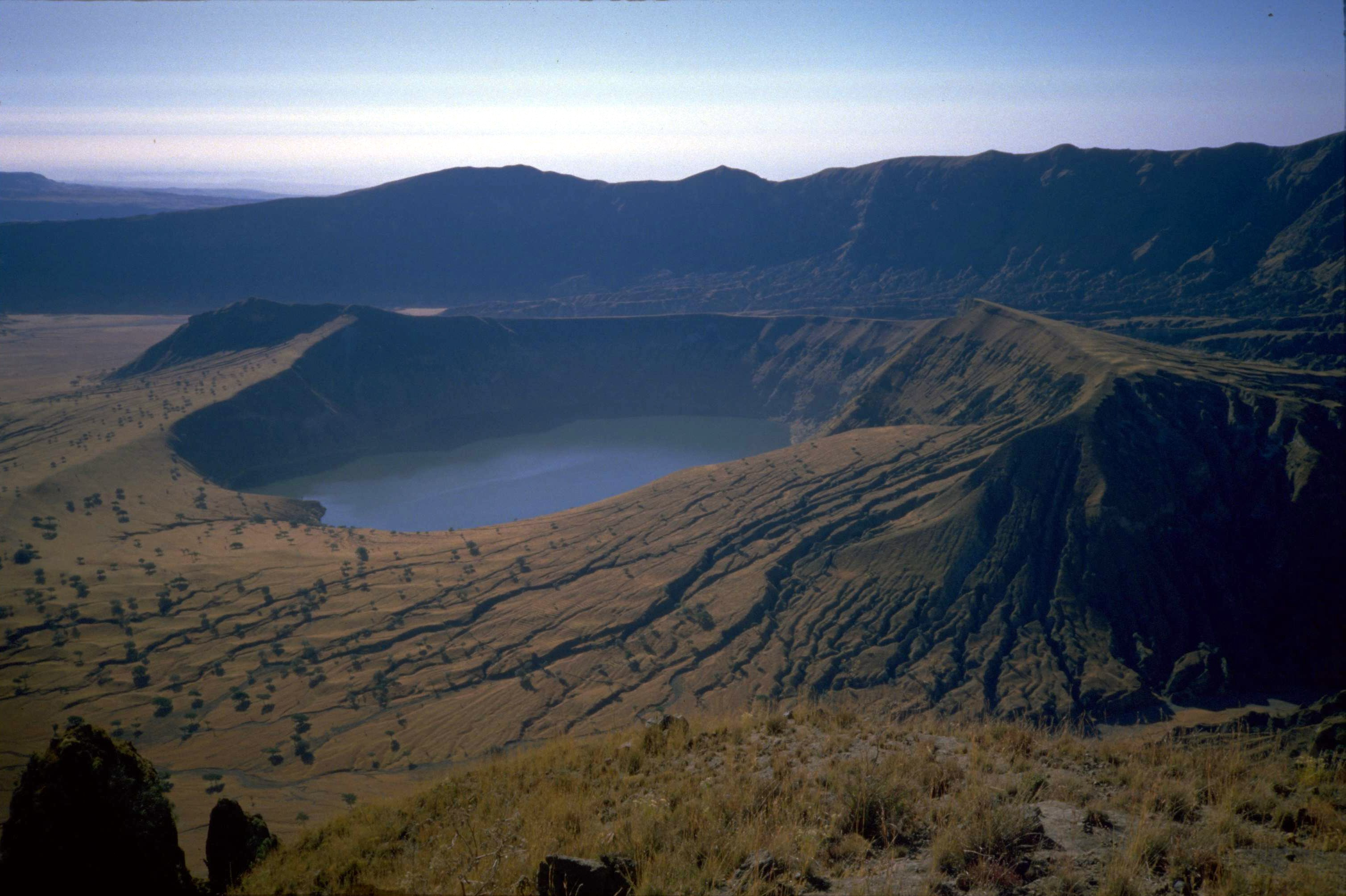
Jebel Marra
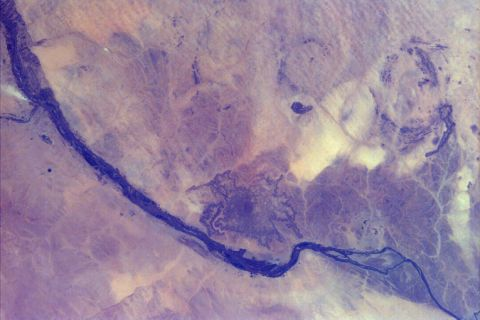
Jebel Umm Arafieb
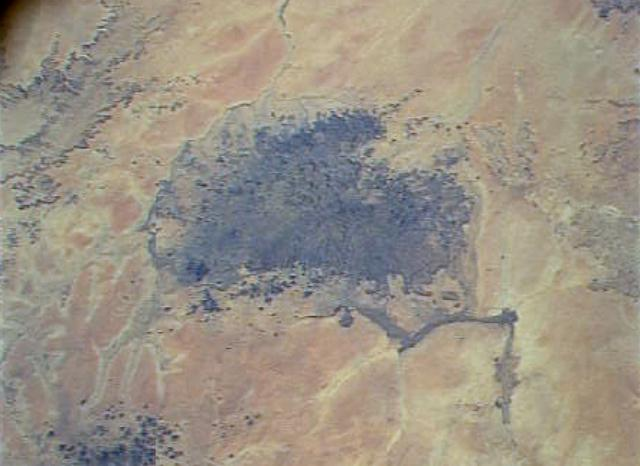
Meidob

### Tanzanie
| Název            | Forma                | Výška (m) | Souřadnice                      | Poslední erupce |
| ---------------- | -------------------- | --------- | ------------------------------- | --------------- |
| Burko            | Stratovulkán         | 2 136     | 3°18′ j. š., 36°13′12″ v. d.    | Pleistocén      |
| Embulbul         | ???                  | ???       | ???                             | ???             |
| Elan Nairobi     | ???                  | ???       | ???                             | ???             |
| Esimingor        | ???                  | ???       | ???                             | ???             |
| Gelai            | Štítová sopka        | 2 942     | 2°36′ j. š., 36°6′ v. d.        | Pleistocén      |
| Igwisi           | Tufové kužele        | ???       | 4°52′12″ j. š., 31°55′12″ v. d. | ???             |
| Izumbwe-Mpoli    | Pyroklastické kužele | 1 568     | 8°55′48″ s. š., 33°24′ v. d.    | ???             |
| Ketumbaine       | ???                  | ???       | ???                             | ???             |
| Kyejo            | Stratovulkán         | 2 175     | 9°13′48″ j. š., 33°46′48″ v. d. | 1800 (?)        |
| Kilimandžáro     | Stratovulkán         | 5 895     | 3°4′12″ j. š., 37°21′ v. d.     | Pleistocén      |
| Lemagrut         | ???                  | ???       | ???                             | ???             |
| Loolmalasin      | ???                  | 3 627     | 3°3′ j. š., 35°49′12″ v. d.     | Pleistocén      |
| Meru             | Stratovulkán         | 4 565     | 3°15′ j. š., 36°45′ v. d.       | 1910            |
| Neznámý vulkán   | ???                  | ???       | 8°37′48″ j. š., 33°34′12″ v. d. | Holocén         |
| Ngorongoro       | Kaldera              | ???       | 3°9′ j. š., 39°18′ v. d.        | 1450 (± 40 let) |
| Ngozi            | Kaldera              | 2 622     | 8°58′12″ j. š., 33°34′12″ v. d. | Holocén         |
| Ol Doinyo Lengai | Stratovulkán         | 2 960     | 2°45′36″ j. š., 35°54′36″ v. d. | 2021            |
| Oldeani          | ???                  | 3 216     | 3°16′12″ j. š., 35°26′24″ v. d. | ???             |
| Ololmoti         | Kaldera              | 3 099     | 3° j. š., 35°39′ v. d.          | Pleistocén      |
| Olossirwa        | ???                  | ???       | ???                             | ???             |
| Rungwe           | Stratovulkán         | 2 961     | 9°7′48″ j. š., 33°40′12″ v. d.  | Holocén         |
| Usangu           | Lávové dómy          | 2 179     | 8°45′ j. š., 33°48′ v. d.       | Holocén         |

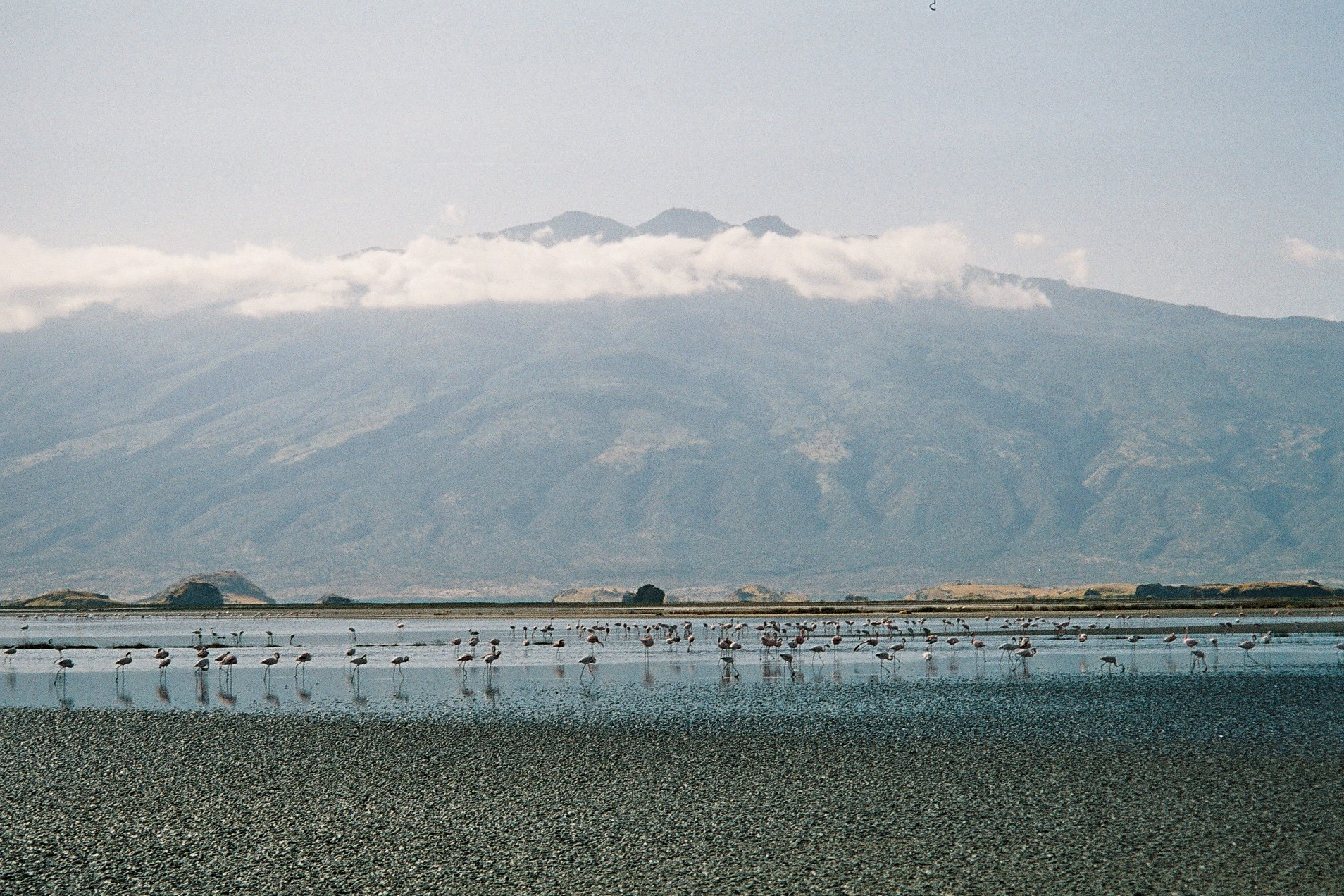
Gelai
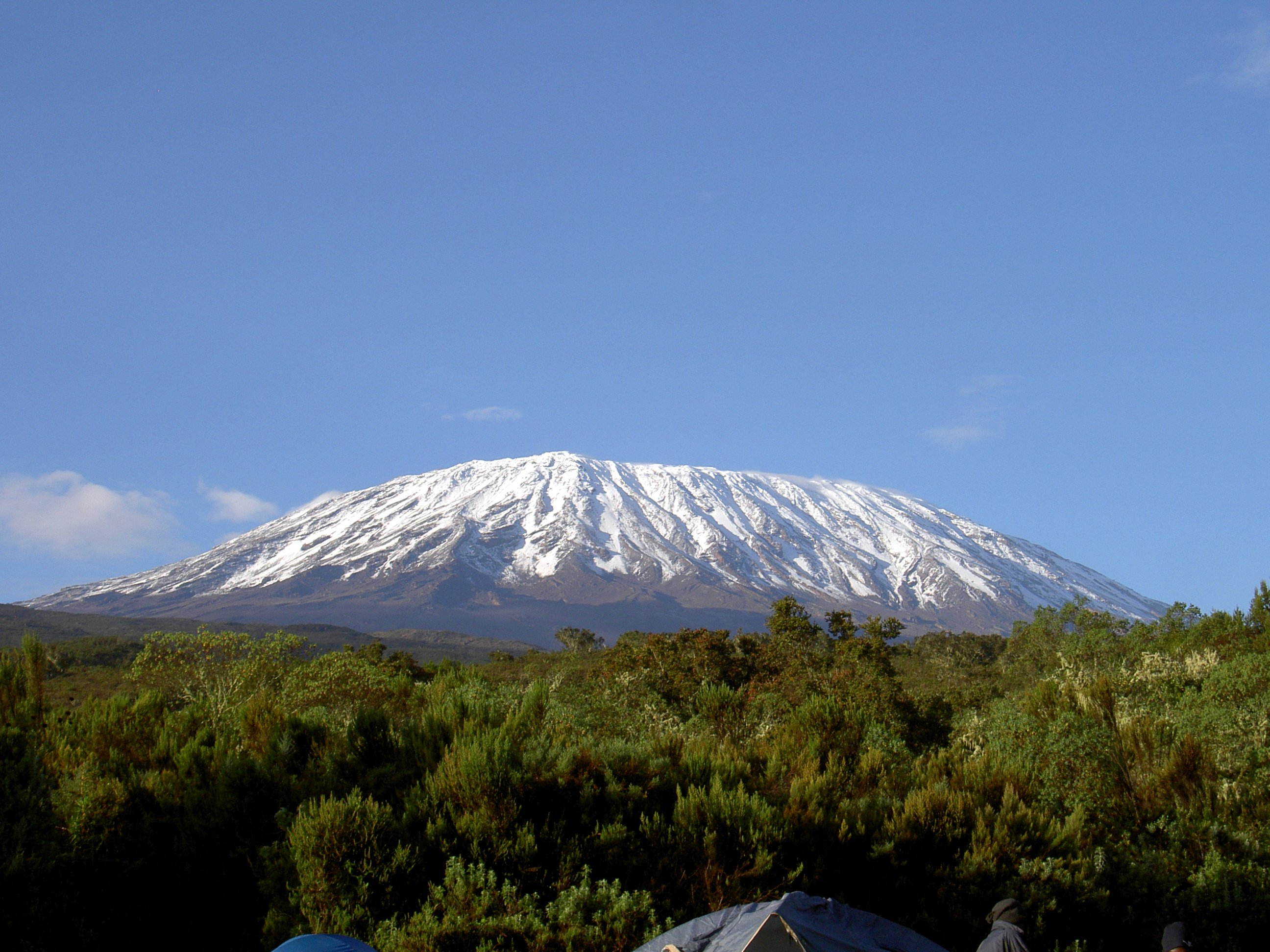
Kilimandžáro
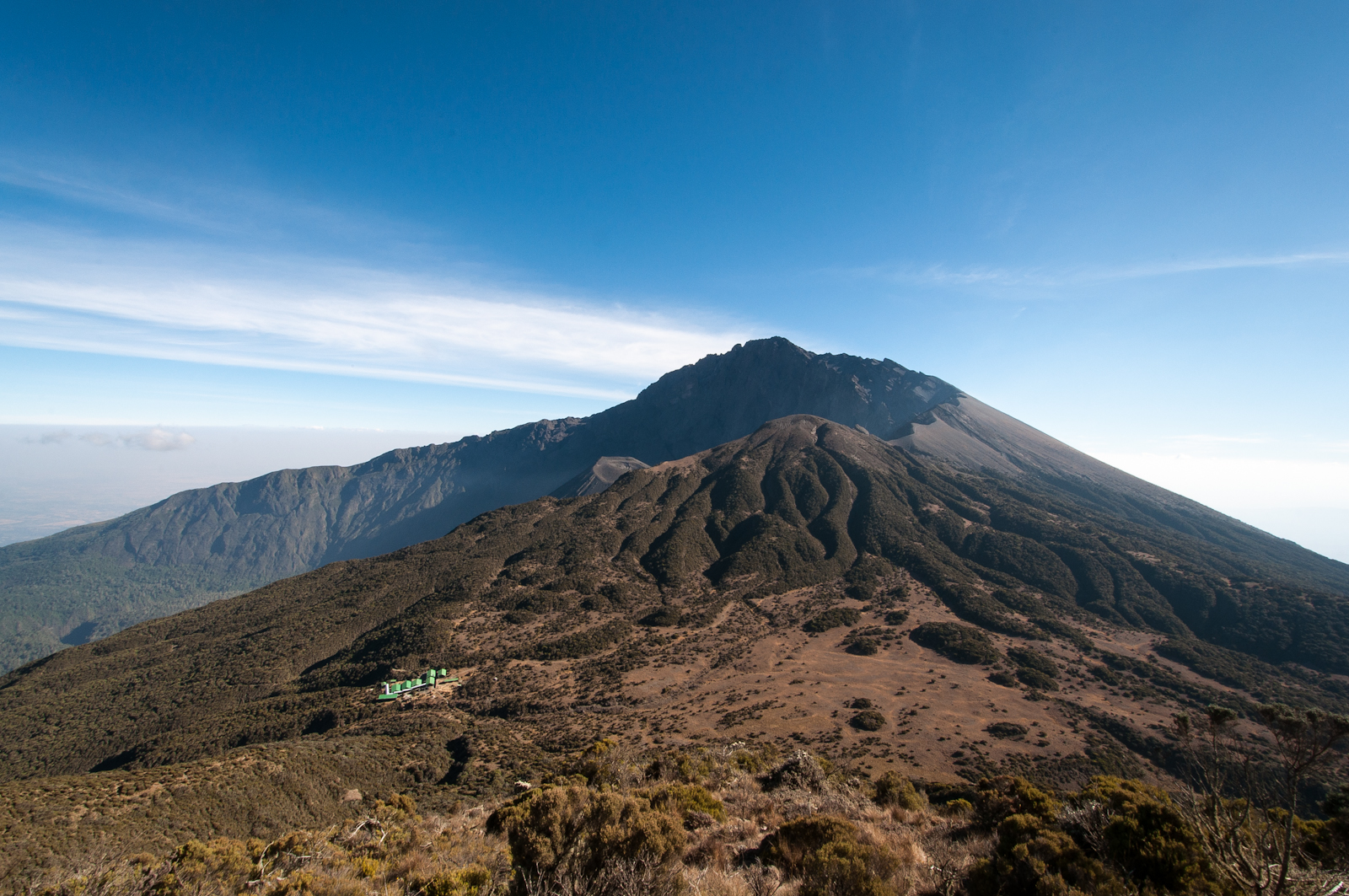
Meru
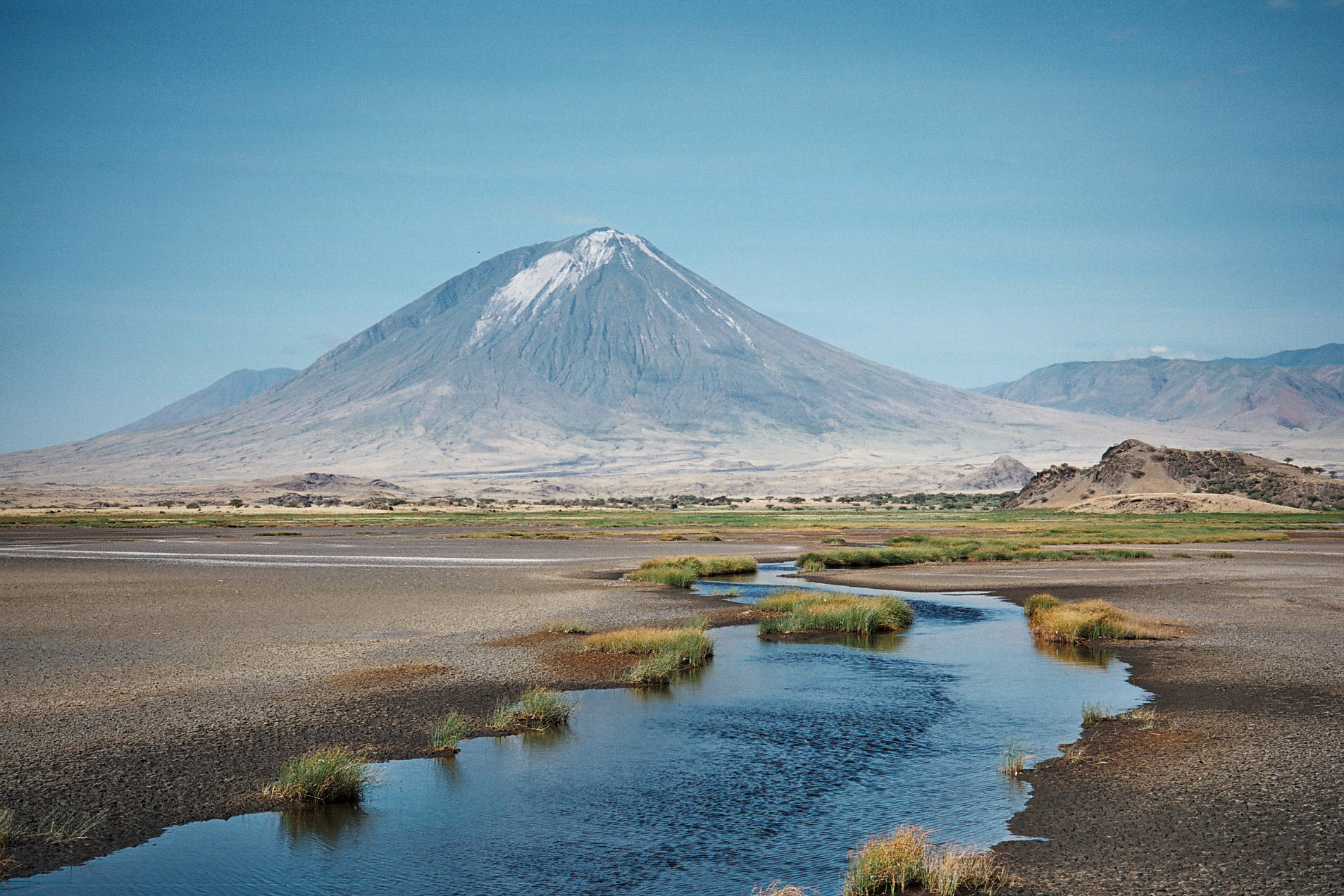
Ol Doinyo Lengai

### Uganda
| Název               | Forma           | Výška (m) | Souřadnice                      | Poslední erupce |
| ------------------- | --------------- | --------- | ------------------------------- | --------------- |
| Bufumbira           | Vulkanické pole | 2 440     | 1°13′48″ j. š., 29°43′12″ v. d. | Holocén         |
| Bunyaruguru (sopka) | Maary           | 1 554     | 0°12′ j. š., 30°4′48″ v. d.     | Holocén         |
| Elgon               | Štítová sopka   | 4 321     | 1°6′ j. š., 34°30′ v. d.        | ???             |
| Fort Portal         | Tufové kužele   | 1 524     | 0°42′ s. š., 30°15′ v. d.       | Holocén         |
| Katunga             | Tufový kužel    | 1 707     | 0°28′12″ j. š., 30°10′48″ v. d. | Holocén         |
| Katwe-Kikorongo     | Tufový kužel    | 1 067     | 0°4′48″ j. š., 29°55′12″ v. d.  | Holocén         |
| Kyatwa              | Tufové kužele   | 1 430     | 0°27′ s. š., 30°15′ v. d.       | Holocén         |
| Muhabura            | Stratovulkán    | 4 127     | 1°22′48″ j. š., 29°40′12″ v. d. | Holocén         |

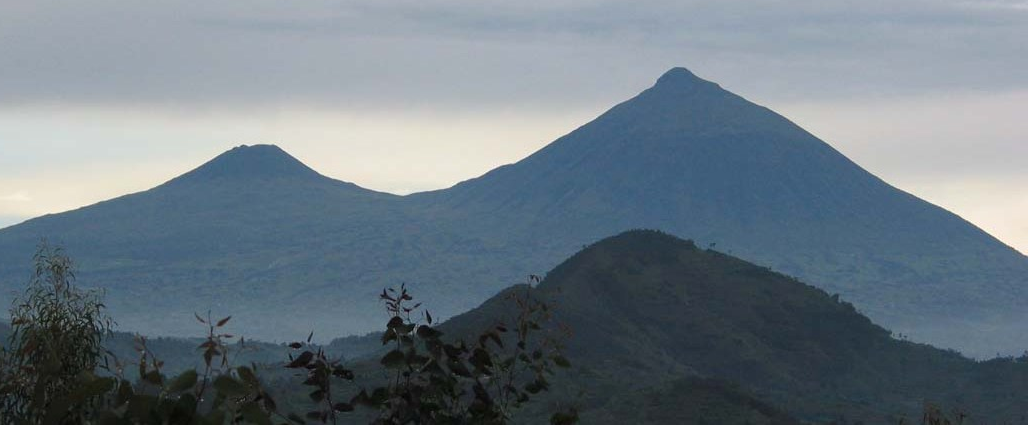
Muhabura (vpravo)